# Moda en la década de 1960

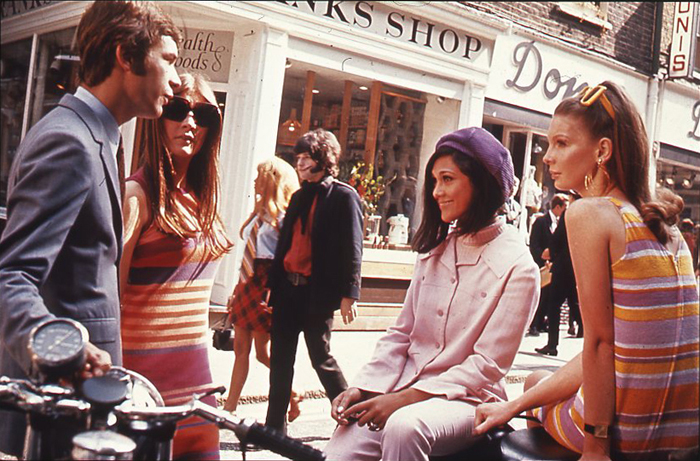
Moda Swinging Sixties en Carnaby Street, 1966. Archivos Nacionales del Reino Unido.

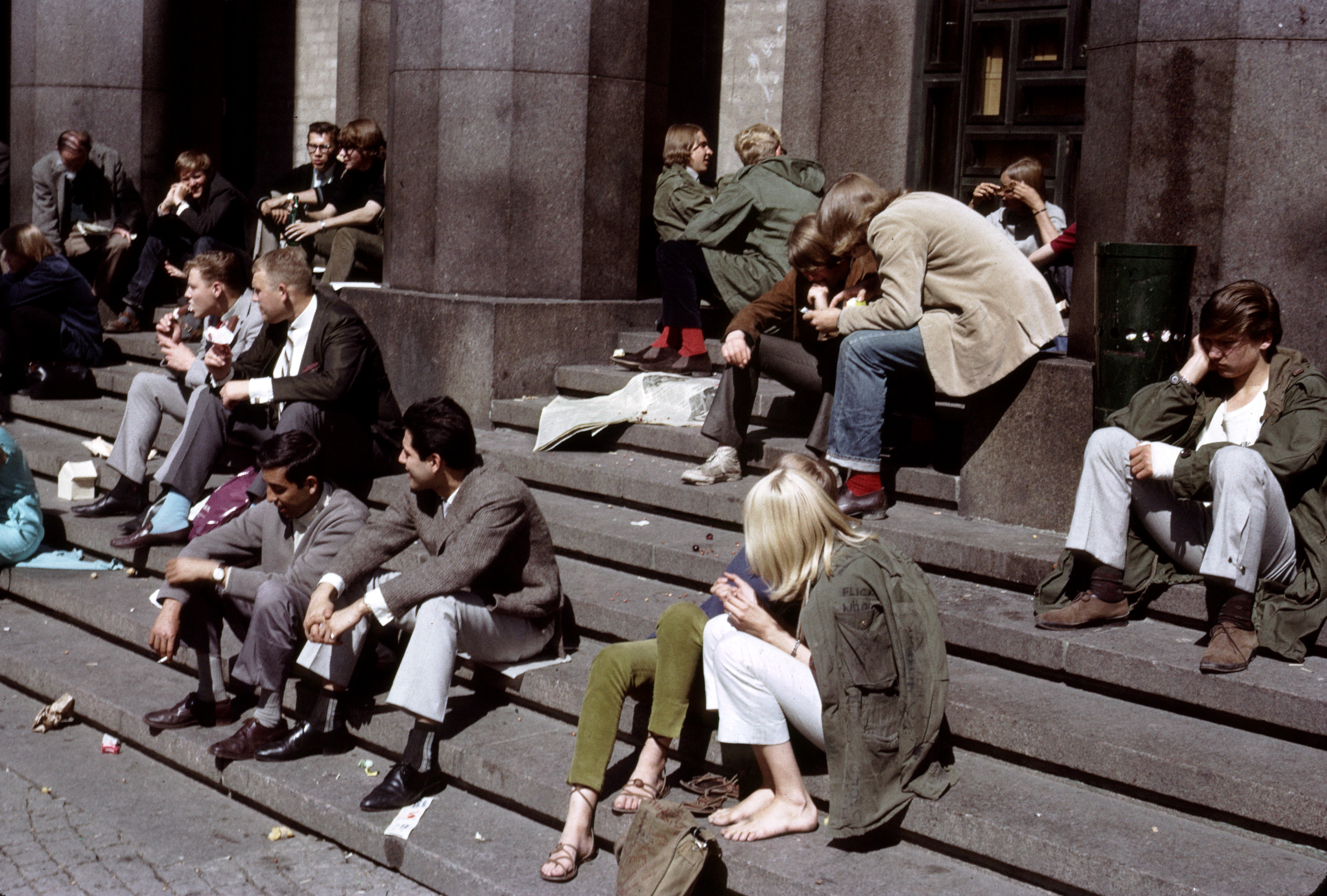
Beatniks suecos en Estocolmo, 1965.

La moda de la década de 1960 presentó una serie de tendencias diversas, como parte de una década que rompió muchas tradiciones de la moda, adoptó nuevas culturas y lanzó una nueva era de movimientos sociales. Hacia mediados de la década, las modas que surgían de pequeños grupos de jóvenes en unos pocos centros urbanos recibieron una gran cantidad de publicidad en los medios y comenzaron a influir fuertemente tanto en la alta costura de los diseñadores de élite como en los fabricantes del mercado de masas. Los ejemplos incluyen la minifalda, los culottes, las botas go-go y modas más experimentales, menos vistas en la calle, como los vestidos curvos de PVC y otras prendas de PVC.
Mary Quant popularizó la minifalda y Jackie Kennedy introdujo el sombrero tipo pastillero; ambos se volvieron extremadamente populares. Las mujeres usaron pestañas postizas durante la década de 1960. Los peinados eran de una variedad de longitudes y estilos. Los estampados psicodélicos, los colores neón y los patrones que no combinan estaban de moda.

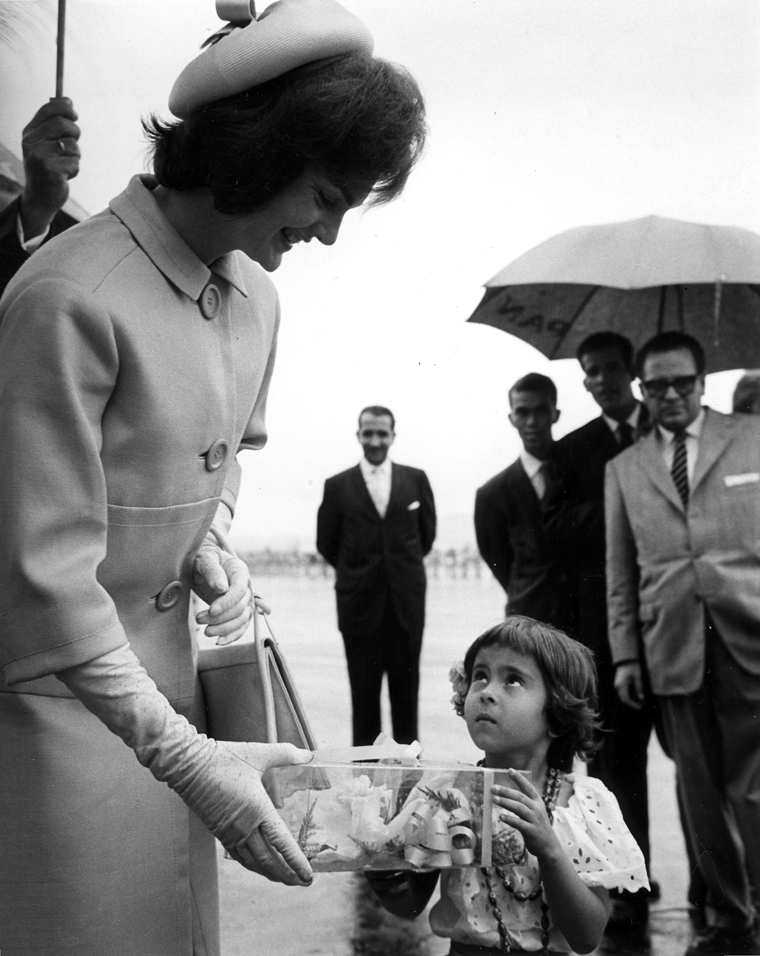
La primera dama estadounidense Jacqueline Kennedy llega a Venezuela, 1961

A principios y mediados de la década de 1960, los "modernistas" londinenses conocidos como Mods influyeron en la moda masculina en Gran Bretaña. Los diseñadores estaban produciendo ropa más adecuada para los adultos jóvenes, lo que generó un aumento en el interés y las ventas. A finales de la década de 1960, el movimiento hippie también ejerció una fuerte influencia en los estilos de ropa de las mujeres, incluidos los jeans acampanados, los tejidos tie-dye y batik, así como los estampados de cachemira.

## Moda femenina

### Principios de la década de 1960 (1960-1962)

#### Alta moda
La moda de los primeros años de la década reflejaba la elegancia de la primera dama, Jacqueline Kennedy. Además de faldas entalladas, las mujeres usaban zapatos de tacón de aguja y trajes con chaquetas cortas y botones de gran tamaño. También estaban de moda los vestidos sencillos y geométricos, conocidos como turnos. Para la noche, se usaban vestidos de noche con faldas amplias; Estos a menudo tenían escotes bajos o de barco y cinturas ajustadas. Para la ropa informal, los pantalones capri estaban de moda para mujeres y niñas.

#### El auge de los pantalones para mujer

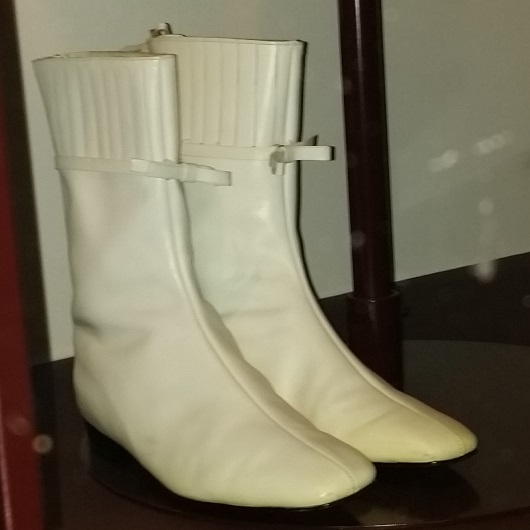
Un par de botas go-go diseñadas por André Courrege en 1965.

La década de 1960 fue una época de innovación en la moda femenina. A principios de la década de 1960 nacieron los jeans estilo tubo y los pantalones capri, un estilo popularizado por Audrey Hepburn. La vestimenta informal se volvió más unisex y a menudo consistía en camisas a cuadros con botones usadas con jeans azules ajustados, pantalones cómodos o faldas. Tradicionalmente, la sociedad occidental había considerado los pantalones como masculinos, pero a principios de la década de 1960, se volvió aceptable que las mujeres los usaran todos los días. Estos incluían jeans Levi Strauss, anteriormente considerados prendas de cuello azul, y jeans tipo tubo "elásticos" con elastano. Los pantalones de mujer venían en una variedad de estilos: estrechos, anchos, por debajo de la rodilla, por encima del tobillo y, finalmente, a mitad del muslo. Los pantalones de corte medio muslo, también conocidos como shorts, evolucionaron alrededor de 1969. Al adaptar el estilo de los hombres y usar pantalones, las mujeres expresaron su igualdad ante los hombres.

### Mediados de la década de 1960 (1963-1966)

#### Bikini

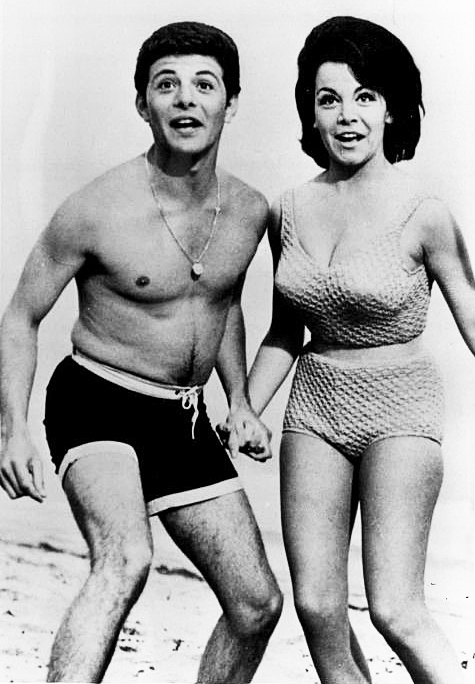
Fotografía publicitaria de Frankie Avalon y Annette Funicello para las películas de Beach Party (c. 1960). A Funicello no se le permitió exponer su ombligo.

El bikini moderno, que lleva el nombre del sitio de pruebas nucleares del atolón Bikini, fue inventado en Francia por Louis Réard en 1946, pero tuvo dificultades para ganar aceptación en el mercado de masas durante la década de 1950, especialmente en Estados Unidos. En 1963, versiones bastante grandes de bikinis aparecieron en la exitosa película para adolescentes Beach Party, que encabezó una ola de películas que convirtieron el bikini en un símbolo de la cultura pop.
La primera edición de trajes de baño de Sports Illustrated, en 1964, presentaba a Babette March con un bikini blanco en la portada.  A esto se le atribuye el mérito de hacer del bikini una prenda legítima.

#### Monokini
El monokini, también conocido como "bikini topless" o "unikini", fue diseñado por Rudi Gernreich en 1964, y constaba únicamente de una braguita breve y ajustada y dos tirantes finos; fue el primer traje de baño en topless para mujer. El revolucionario y controvertido diseño de Gernreich incluía una parte inferior que "se extendía desde el abdomen hasta la parte superior del muslo" y estaba "sostenida por cordones muy reducidos que formaban un cabestro alrededor del cuello". Algunos atribuyen al diseño de Gernreich el inicio, o lo describen como un símbolo de la revolución sexual.

#### Modas de la era espacial

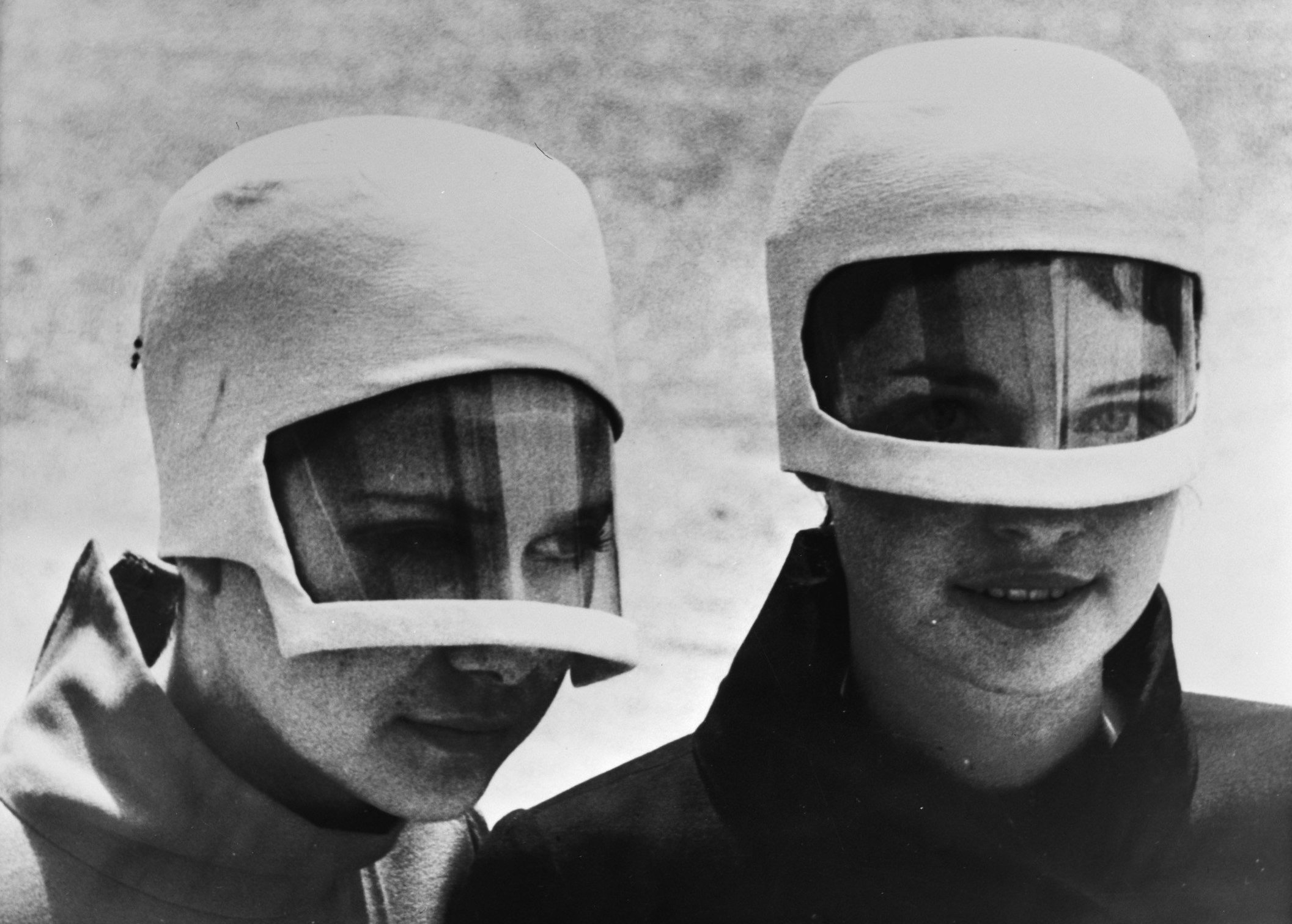
Mirada de astronauta (Viena)

La moda de la era espacial apareció por primera vez a finales de la década de 1950, y se desarrolló aún más en la década de 1960. Estuvo fuertemente influenciado por la carrera espacial de la Guerra Fría, además de libros de bolsillo, películas y series de televisión populares de ciencia ficción como Star Trek: The Original Series, Dan Dare o Lost In Space. Los diseñadores a menudo enfatizaban en su trabajo los avances energéticos y tecnológicos de la era de la Guerra Fría.
El look de la era espacial se definió por formas cuadradas, dobladillos hasta los muslos y accesorios atrevidos. El material sintético también era popular entre los diseñadores de moda de la era espacial. Después de la Segunda Guerra Mundial, tejidos como el nailon, el corfam, el orlón, el terileno, el lurex y el spandex se promocionaron como baratos, fáciles de secar y sin arrugas. Los tejidos sintéticos de la década de 1960 permitieron a los diseñadores de moda de la era espacial, como el fallecido Pierre Cardin, diseñar prendas con formas atrevidas y una textura plástica. Los materiales distintos de la tela, como el poliéster, la lucita y el PVC, también se hicieron populares en ropa y accesorios. Para la ropa de abrigo diurna, las impermeables cortas de plástico, los coloridos abrigos con vuelo, los vestidos de burbujas, los sombreros con forma de casco y las pieles sintéticas teñidas eran populares entre las mujeres jóvenes.  Los colores asociados con la moda de la era espacial, especialmente en 1965 y 1966, estaban dominados por el plateado metálico   y los blancos puros de André Courrèges. La geometría de aspecto futurista del Op Art de artistas como Bridget Riley y Victor Vasarely influyó en los grabados, al igual que el arte geométrico de principios de siglo como el de Piet Mondrian, inspiración para la popular obra de Yves Saint Laurent. Vestidos rectos de Mondrian de 1965. También se vieron colores fluorescentes (también conocidos como day-glo o neón) e incluso vestidos con luces como los que mostró Diana Dew en 1967. En 1966, la chaqueta Nehru llegó a la escena de la moda y fue usada por ambos sexos. Los trajes eran de colores muy diversos, pero, por primera vez, eran ajustado y muy delgado. Las cinturas de las mujeres no se marcaron y los dobladillos se hicieron cada vez más cortos.

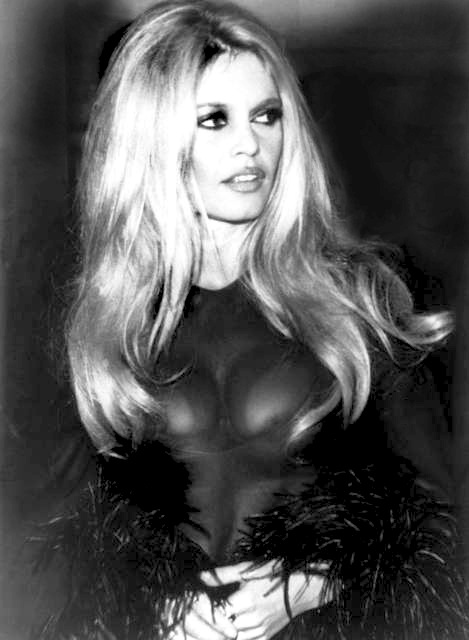
La actriz francesa Brigitte Bardot con un top transparente y una boa de plumas, 1968

El calzado para mujer incluía sandalias de tacón bajo y zapatos de tacón bajo, así como modernas botas go-go blancas y zapatos de plástico transparente. Los zapatos, botas y bolsos solían estar hechos de charol o vinilo. Los Beatles llevaban botas con lados elásticos similares a las Winkle-pickers con puntera puntiaguda y tacones cubanos. Se conocían como "botas Beatle" y fueron ampliamente copiadas por los jóvenes de Gran Bretaña.
El diseñador francés André Courrèges fue particularmente influyente en el desarrollo de la moda de la era espacial. El "look espacial" que introdujo en la primavera de 1964 incluía trajes de pantalón, gafas protectoras, vestidos en forma de caja con faldas altas y botas go-go. Las botas go-go en algún momento se convirtieron en un elemento básico de la moda de las chicas go-go en la década de 1960. Las botas se definieron por sus colores fluorescentes, material brillante y lentejuelas.
Otros diseñadores influyentes de la era espacial incluyeron a Pierre Cardin, Paco Rabanne, Rudi Gernreich, Emanuel Ungaro, Jean-Marie Armand, Michèle Rosier y Diana Dew, aunque incluso diseñadores como Yves Saint Laurent mostró la apariencia durante su pico de influencia de 1963 a 1967. Pierre Cardin, nacido en Italia, era mejor conocido por sus cascos, túnicas cortas y gafas protectoras. Sin embargo, a Paco Rabanne se le atribuye ser quien revolucionó la moda de la era espacial. Rabanne era conocido por su colección de 1966 "12 vestidos inutilizables con materiales contemporáneos", hechos de cota de malla, aluminio y plástico. Rabanne incluso diseñaría el icónico vestido verde, así como los otros trajes, que Jane Fonda usó en la película de ciencia ficción Barbarella de 1968. La periodista de la revista People, Hedy Philips, describió la moda de la era espacial de Rabanne como "poner patas arriba el mundo de la moda".

#### Una prenda de moda atemporal: la minifalda

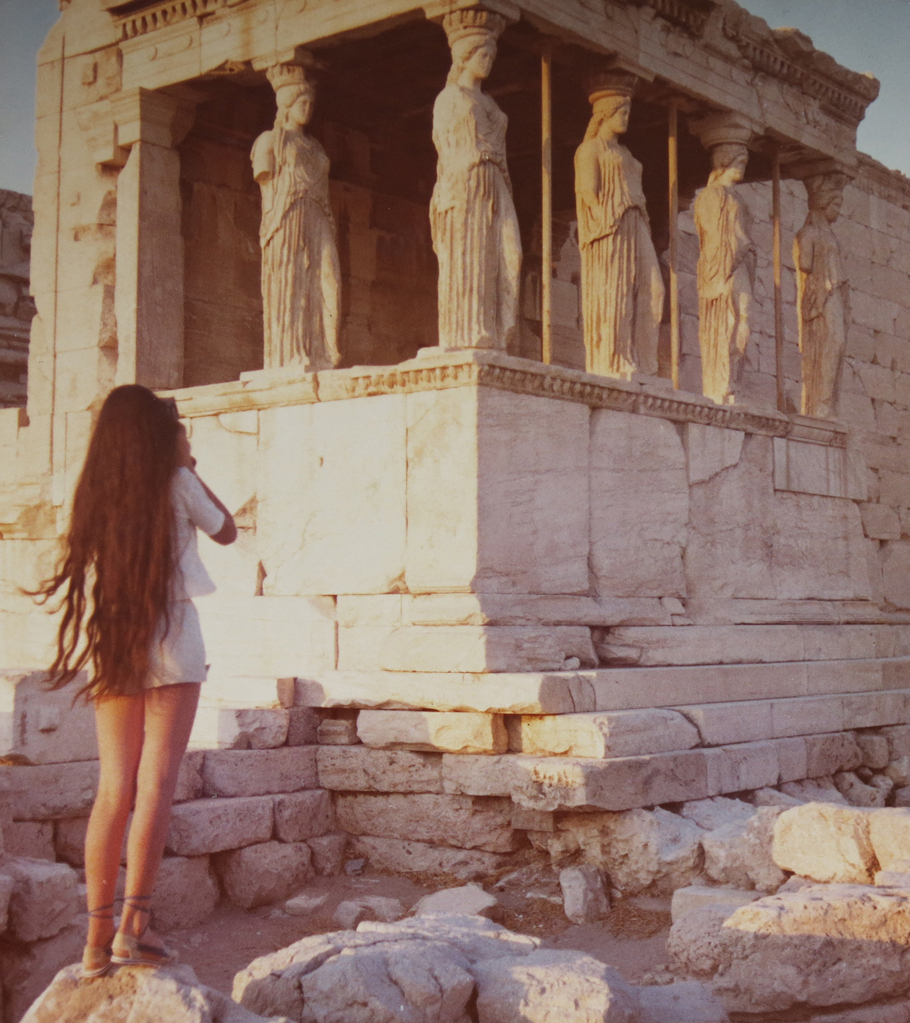
Niña alemana con minifalda en Grecia, 1962.

La definición de minifalda es una falda con un dobladillo de aproximadamente 6, 7 pulgadas por encima de las rodillas. Las primeras referencias a la minifalda del periódico de Wyoming The Billings Gazette, describían la minifalda como una prenda controvertida que se producía en la Ciudad de México. Durante la década de 1950, la minifalda comenzó a aparecer en películas de ciencia ficción como Vuelo a Marte y Planeta Prohibido.
Mary Quant y André Courreges contribuyeron a la invención de la minifalda durante la década de 1960. Mary Quant, diseñadora británica, fue una de las pioneras de la minifalda durante 1960. Le puso a la falda el nombre de su coche favorito, el Mini Cooper. Quant presentó su diseño a mediados de la década de 1960 en su boutique de Londres, Bazaar. Ella ha dicho: "Queríamos aumentar la disponibilidad de diversión para todos. Sentimos que las cosas caras eran casi inmorales y que el New Look era totalmente irrelevante para nosotros". Las minifaldas se hicieron populares en Londres y París y se acuñó el término "Chelsea Look".
André Courreges fue un diseñador de moda francés que también comenzó a experimentar con dobladillos a principios de los años 1960. Comenzó a mostrar vestidos de la era espacial que llegaban por encima de la rodilla a finales de 1964. Sus diseños eran más estructurados y sofisticados que el diseño de Quant. Esto hizo que la minifalda fuera más aceptable para el público francés. Su ropa representaba una versión de alta costura del estilo urbano "Youthquake" y presagiaba la llegada del look de "chica luna".
A medida que la cultura adolescente se hizo más fuerte, el término "Youthquake" pasó a significar el poder de los jóvenes. Esto no tenía precedentes antes de los años 1960. Antes de la Segunda Guerra Mundial, los adolescentes se vestían y actuaban como sus padres. Muchos se establecieron y comenzaron a formar familias cuando eran jóvenes, normalmente inmediatamente después de la escuela secundaria. A menudo se esperaba que trabajaran y ayudaran económicamente a sus familias. Por lo tanto, la cultura juvenil comienza a desarrollarse sólo después de la Segunda Guerra Mundial, cuando el avance de muchas tecnologías y leyes más estrictas sobre el trabajo infantil se generalizaron. Los adolescentes durante este período tuvieron más tiempo para disfrutar de su juventud y la libertad de crear su propia cultura separada de la de sus padres. Los adolescentes pronto comenzaron a establecer sus propias identidades y comunidades, con sus propios puntos de vista e ideas, rompiendo con las tradiciones de sus padres. El fabuloso look de "niña pequeña" se introdujo en EE. UU.: estilizado con Bobbie Brooks, lazos, calcetines hasta la rodilla estampados y minifaldas. La minifalda y el look de "niña" que la acompaña reflejan un cambio revolucionario en la forma de vestir de la gente. En lugar de que las generaciones más jóvenes se vistieran como adultos, se inspiraron en la vestimenta infantil.
El feminismo de la segunda ola hizo popular la minifalda. Las mujeres habían ingresado en mayor número a la fuerza laboral profesional durante la Segunda Guerra Mundial y muchas mujeres pronto descubrieron que anhelaban una carrera y una vida fuera del hogar. Querían las mismas opciones, libertades y oportunidades que se ofrecían a los hombres.
A mediados de la década de 1960, las chicas Mod vestían minifaldas muy cortas, botas go-go altas y de colores brillantes, estampados geométricos monocromáticos como pata de gallo y túnicas ajustadas y sin mangas. Los pantalones acampanados y de campana aparecieron en 1964 como alternativa a los pantalones capri y abrieron el camino al período hippie introducido en los años 1960. Los pantalones acampanados generalmente se usaban con blusas de gasa, suéteres de canalé con cuello polo o blusas que dejaban al descubierto el abdomen. Se confeccionaban en una variedad de materiales, incluidos vaqueros pesados, sedas e incluso telas elásticas. Se usaron variaciones de poliéster junto con acrílicos. Un look popular entre las mujeres era la minifalda de gamuza que se usaba con una blusa con cuello de polo francés, botas de punta cuadrada y gorra o boina de Newsboy. Este estilo también fue popular a principios de la década de 2000.
Las mujeres se inspiraron en las mejores modelos de la época, como Twiggy, Jean Shrimpton, Colleen Corby, Penelope Tree, Edie Sedgwick y Veruschka. Minivestidos de terciopelo con cuellos de encaje y puños a juego, vestidos anchos y culottes dejaron de lado el cambio geométrico. Las pestañas postizas estaban de moda, al igual que el lápiz labial pálido. Los dobladillos siguieron subiendo y en 1968 llegaban muy por encima de la mitad del muslo. Estos se conocían como "micro-minis". Fue entonces cuando el "vestido de ángel" apareció por primera vez en la escena de la moda. Un micromini vestido con falda acampanada y mangas largas y anchas de trompeta, que generalmente se usaba con medias estampadas y, a menudo, estaba hecho de encaje de ganchillo, terciopelo, gasa o, a veces, algodón con un estampado psicodélico. El "vestido de monje" con cuello vuelto era otra alternativa de inspiración religiosa; la capucha se podía levantar para usarla sobre la cabeza. Para la noche, eran populares los diminutos vestidos tipo babydoll de gasa con tirantes finos, así como el "vestido de cóctel", que era un tubo ajustado, generalmente cubierto de encaje con mangas largas a juego. Ocasionalmente se usaban boas de plumas. Las celebridades famosas asociadas con la comercialización de la minifalda incluyeron: Twiggy; la modelo Jean Shrimpton, que asistió a un evento del Carnaval de la Copa de Melbourne en Australia luciendo minifalda en 1965; Goldie Hawn, que apareció en Rowan and Martin's Laugh-In con su minifalda en 1967; y Jackie Kennedy, que llevaba un vestido corto plisado blanco de Valentino cuando se casó con Aristóteles Onassis en 1968.

#### La chica soltera

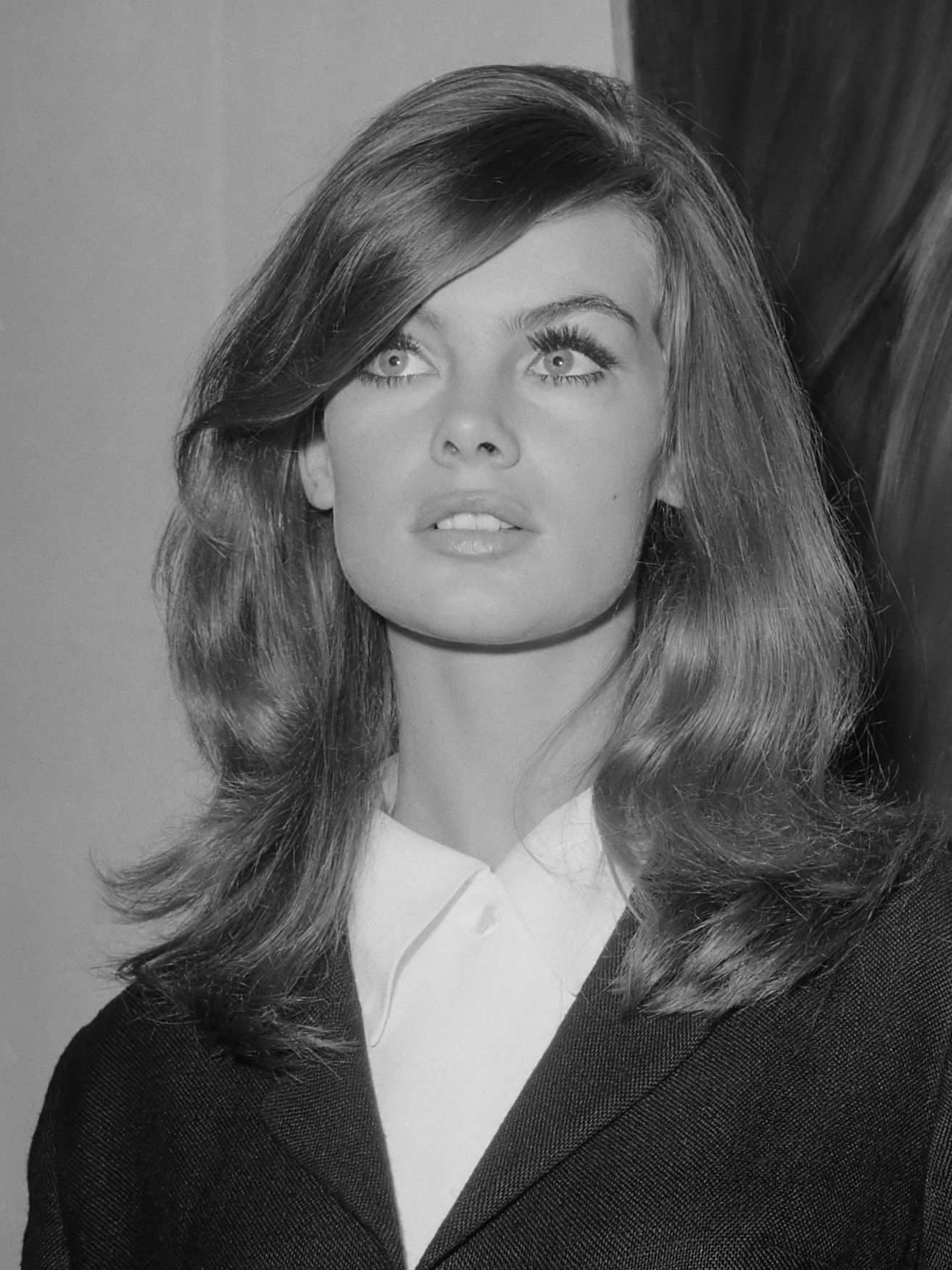
Jean Shrimpton es una modelo que reflejó el ideal de la Chica Soltera

La escritora Helen Gurley Brown escribió Sex and the Single Girl en 1962. Este libro actuó como una guía para que las mujeres de cualquier estado civil tomaran el control de sus propias vidas tanto financiera como emocionalmente. Este libro fue revolucionario ya que fomentaba las relaciones sexuales antes del matrimonio; algo que históricamente fue menospreciado. Con el gran éxito de este libro, se abrió un camino para que los medios también fomenten este comportamiento. Betty Friedan también escribió The Feminine Mystique al año siguiente, dando una idea de la experiencia femenina suburbana, impulsando aún más el impulso de las mujeres por un estilo de vida más independiente. La segunda ola del feminismo estaba comenzando durante este período: presionando por un nuevo ideal femenino que fuera capitalizado.
La fotografía de moda de la década de 1960 representó un nuevo ideal femenino para mujeres y niñas: la chica soltera. La fotografía de los años 60 contrastaba marcadamente con las modelos de los años 20, que posaban cuidadosamente para la cámara y eran retratadas inmóviles. La Chica Soltera representaba el "movimiento". Era joven, soltera, activa y económicamente autosuficiente. Para representar este nuevo ideal femenino de las chicas solteras, muchos fotógrafos de la década de 1960 fotografiaron modelos al aire libre, a menudo haciéndolas caminar o correr en sesiones de moda. Los modelos de la década de 1960 también promovían la ropa deportiva, que reflejaba la fascinación moderna por la velocidad y el ritmo acelerado de la vida urbana de la década de 1960. Aunque la chica soltera era económica, social y emocionalmente autosuficiente, para muchos era difícil alcanzar la forma corporal ideal. Por lo tanto, las mujeres se vieron limitadas por restricciones dietéticas que parecían contradecir la imagen de la empoderada chica soltera de los años 60.
Los fotógrafos de moda también fotografiaron a la chica soltera vistiendo ropa de negocios, llamándola la chica trabajadora. El motivo Working Girl representó otro cambio para la mujer moderna y a la moda. A diferencia de períodos anteriores, caracterizados por vestidos de noche formales y el estilo europeo, la Working Girl de la década de 1960 popularizó la ropa de día y la "ropa de trabajo". Nuevas líneas listas para usar reemplazaron la moda de alta costura formal individualizada. The Working Girl creó una imagen de una mujer nueva e independiente que tiene control sobre su cuerpo.
Hubo un nuevo énfasis en el prêt-à-porter y el estilo personal. Como la década de 1960 fue una era de innovación exponencial, se apreciaba algo nuevo en lugar de la calidad. Gastar mucho dinero en un guardarropa caro y de diseñador ya no era lo ideal y se encontraban mujeres de diversos estatus comprando en las mismas tiendas.
The Single Girl fue la verdadera representación de la obsesión social y comercial por la apariencia adolescente. Particularmente a mediados de los años sesenta, íconos como Twiggy popularizaron los vestidos rectos sin forma que enfatizaban una imagen de inocencia, ya que no se ajustaban a ningún contorno del cuerpo humano. El cuerpo femenino siempre ha sido un signo de ideales construidos culturalmente. El estilo prepúber y de miembros largos de la época describe cómo las mujeres pudieron ser más independientes, pero, paradójicamente, también fueron encasilladas en una caja de ideales concebidos.

#### Niña muñeca
La "niña Dolly" era otro arquetipo de las mujeres jóvenes de la década de 1960. Surgió a mediados de la década de 1960 y su característica definitoria es la icónica minifalda. "Dolly Girls" también lucía cabello largo, ligeramente burlado y ropa de aspecto infantil. La ropa se usaba ajustada, a veces incluso comprada en una sección infantil. Los vestidos solían estar adornados con encajes, cintas y otros adornos; El look se completó con medias de colores claros. La ropa de croché también despegó dentro de este estilo específico.
Los corsés, las medias con costuras y las faldas que cubrían las rodillas ya no estaban de moda. La idea de comprar ropa urbanizada que pudiera usarse con piezas separadas intrigaba a las mujeres de esta época. En el pasado, uno sólo compraba trajes específicos para determinadas ocasiones.

### Finales de la década de 1960 (1967-1969)

#### La subcultura hippie
A partir de 1967, la cultura juvenil comenzó a cambiar musicalmente y la cultura Mod pasó a un estilo hippie o bohemio más relajado. Los fabricantes de medias de la época como Mary Quant (que fundó Pamela Mann Legwear) combinaron el estilo de vestimenta "Flower Power" y la escuela de diseño Pop Art para crear medias de moda que atraerían a un público femenino que disfrutaba de la psicodelia. Ponchos, mocasines, cuentas de amor, signos de la paz, collares con medallones, cinturones de cadena, telas con estampado de lunares y mangas largas y abullonadas eran modas populares a finales de la década de 1960. Tanto hombres como mujeres vestían jeans deshilachados de campana, camisas teñidas, camisas de trabajo, sandalias de Jesús y cintas para la cabeza. Las mujeres solían andar descalzas y algunas sin sujetador. La idea del multiculturalismo también se hizo muy popular; Mucha inspiración de estilo se obtuvo de la ropa tradicional de Nepal, India, Bali, Marruecos y países africanos. Debido a que la inspiración procedía de todo el mundo, había una separación de estilos cada vez mayor; Las prendas de vestir a menudo tenían elementos similares y creaban siluetas similares, pero no existía un "uniforme" real.
También eran populares los chalecos de piel de ante con flecos, los caftanes sueltos y los pijamas "descansantes" o "anfitrionas". Los pijamas de "anfitriona" consistían en una túnica sobre unos culottes hasta el suelo, generalmente hechos de poliéster o gasa. A finales de la década aparecieron abrigos largos, a menudo con cinturón y forrados con piel de oveja. Los estampados animales eran populares entre las mujeres en el otoño y el invierno de 1969. Las camisas de mujer solían tener mangas transparentes. Durante esta época surgieron los estampados psicodélicos, el cáñamo y el aspecto de "Woodstock".

#### Moda india

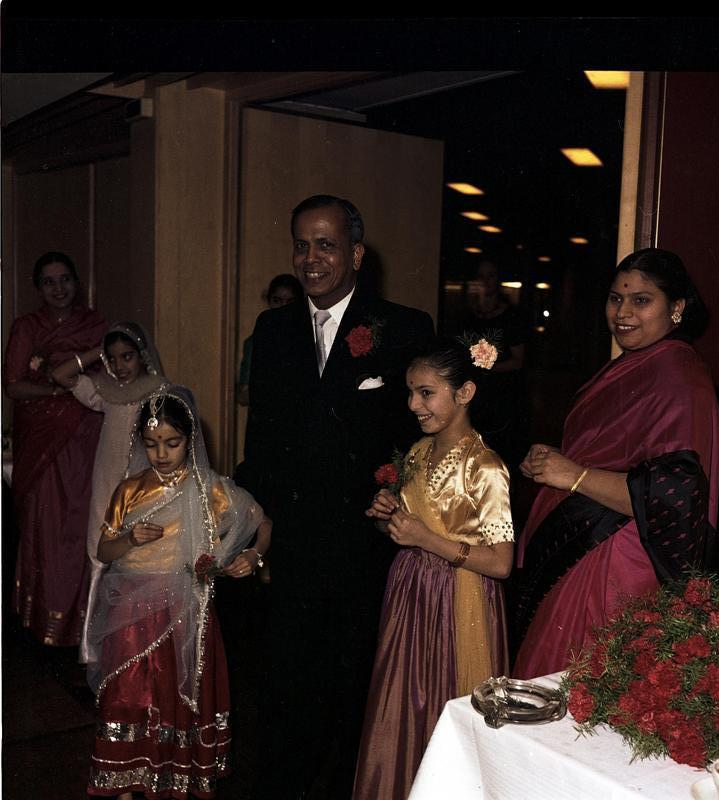
La ropa masculina india de clase media siguió las tendencias europeas de la posguerra, pero la mayoría de las mujeres continuaron usando vestidos tradicionales como el sari.

En general, los hombres indios urbanos imitaban las modas occidentales como el traje de negocios. Esto se adaptó al cálido clima tropical de la India como el traje Nehru, una prenda a menudo hecha de khadi que normalmente tenía cuello mao y bolsillos de parche. Desde principios de la década de 1950 hasta mediados de la de 1960, la mayoría de las mujeres indias mantuvieron vestimentas tradicionales como el gagra choli, el sari y el churidar. Sin embargo, al mismo tiempo que los hippies de finales de la década de 1960 imitaban la moda india, algunas mujeres indias y ceilonesas conscientes de la moda comenzaron a incorporar las tendencias occidentales modernistas. Una moda particularmente infame combinó la minifalda con el sari tradicional, provocando un pánico moral en el que los conservadores denunciaron el llamado "sari hipster" como indecente.

#### Influencias feministas
A finales de la década de 1960, hubo una reacción violenta por parte de las feministas radicales en Estados Unidos contra lo que percibían como feminidad impuesta dentro de la industria de la moda. En cambio, estas activistas vestían ropa andrógina y masculina, como jeans, botas de trabajo o boinas. Las feministas negras solían llevar el cabello al natural o afro como reacción a las planchas de pelo asociadas con las mujeres blancas de clase media. En la protesta feminista de Miss América de 1968, las manifestantes arrojaron simbólicamente una serie de productos relacionados con la moda femenina a un "Papelera de la Libertad", entre ellos pestañas postizas, zapatos de tacón alto, rizadores, laca para el cabello, maquillaje, fajas, corsés y sujetadores que denominaron "instrumentos de tortura femenina".

## Moda masculina

### Principios de la década de 1960 (1960-1962)

#### Ropa de negocios

El Rat Pack a principios de los años 1960.

A principios de la década de 1960, los trajes ajustados de estilo continental con botonadura sencilla y las corbatas estrechas estaban de moda en el Reino Unido y Estados Unidos. Estos trajes, como los que usaban Sean Connery como James Bond, Frank Sinatra del Rat Pack, y el elenco de Mad Men, a menudo estaban hechos de franela gris, mohair o piel de tiburón. Los esmoquin se cortaban con un estilo similar, con cuellos tipo chal y un solo botón, y estaban disponibles en el tradicional negro o en colores brillantes como el rojo o el azul cielo, popularizados por Frankie Valli de The Four Seasons. Los sombreros de hombre, incluido el sombrero pork pie y el sombrero irlandés, tenían ala más estrecha que los sombreros tipo homburg y sombreros de fieltro usados en la década de 1950 y antes. A mediados de la década de 1960, los sombreros comenzaron a decaer después de que los presidentes John F. Kennedy y Lyndon B. Johnson aparecieran en público sin uno.

#### Ivy League

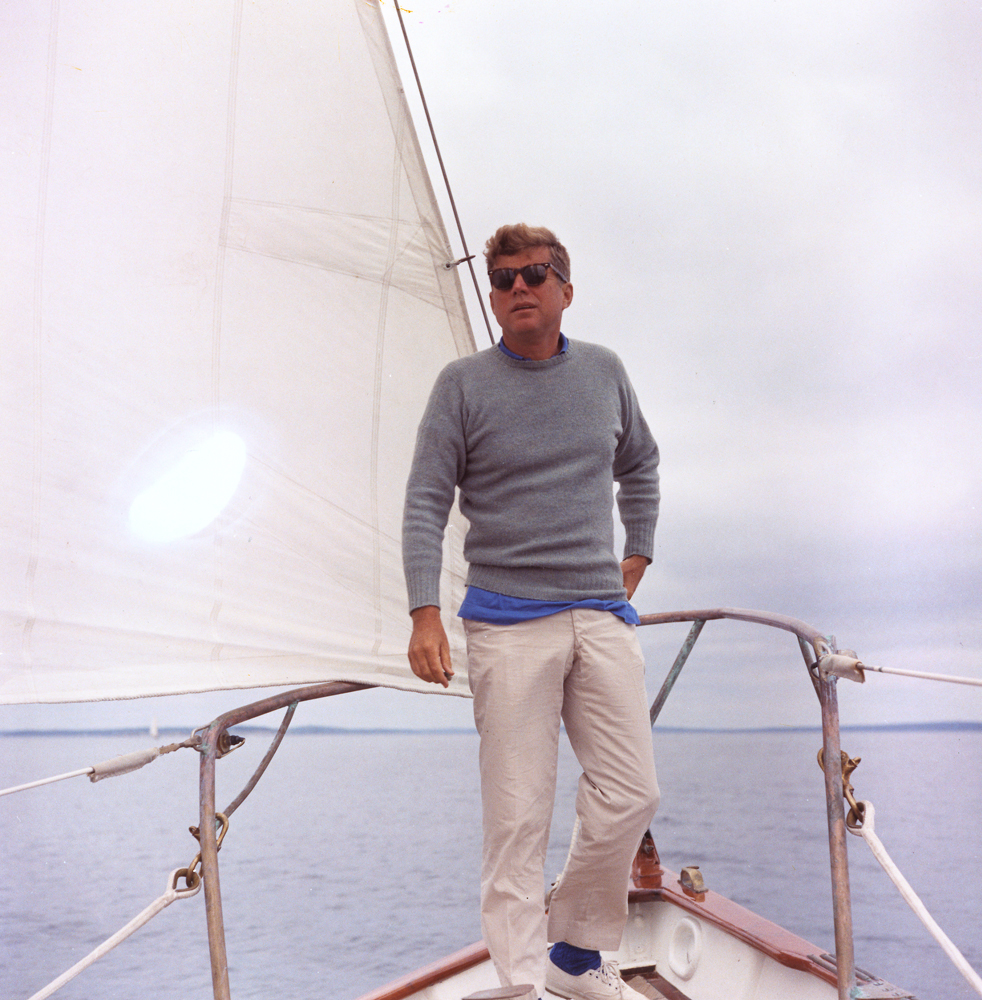
Traje informal de la Ivy League usado por el presidente John F. Kennedy en 1962.

La moda de la Ivy League, precursora del estilo preppy moderno, era una prenda casual deseable para los adultos de clase media en Estados Unidos desde principios hasta mediados de los años 1960. Los trajes típicos incluían polos, chaquetas harrington, pantalones chinos de color caqui, camisetas a rayas, calcetines de rombos, chaquetas deportivas de milrrayas o de pata de gallo, chalecos tipo suéter, suéteres tipo cárdigan, rojos de Nantucket, mocasines de tejido de cesta, camisas a cuadros de Madrás y sombreros Trilby de ala estrecha, a veces hechos de paja. El estilo permaneció de moda para los hombres hasta que fue reemplazado por ropa cotidiana más informal influenciada por la contracultura hippie a finales de los años 1960 y principios de los años 1970.

### Mediados de la década de 1960 (1963-1965)

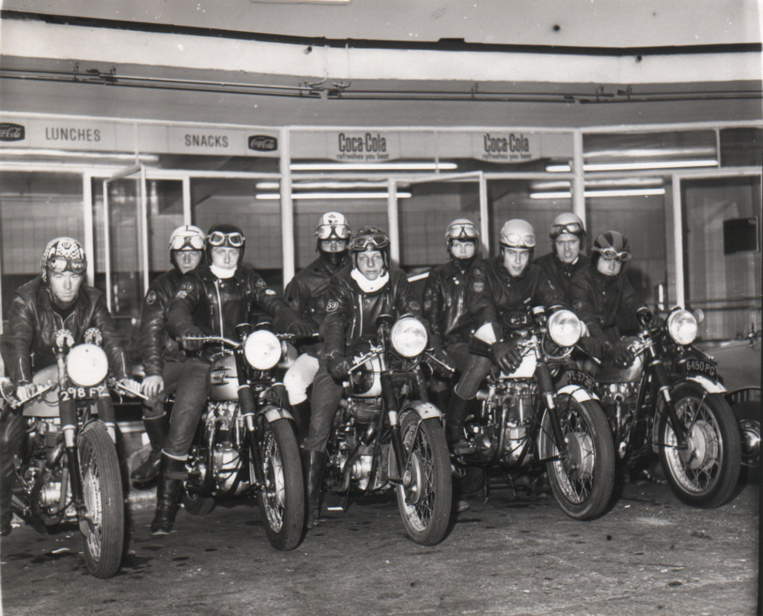
A principios y mediados de la década de 1960, los Greasers, también conocidos como Ton-up Boys, eran identificables por sus jeans azules y sus chaquetas de cuero negras Schott Perfecto.

#### Moda surfera

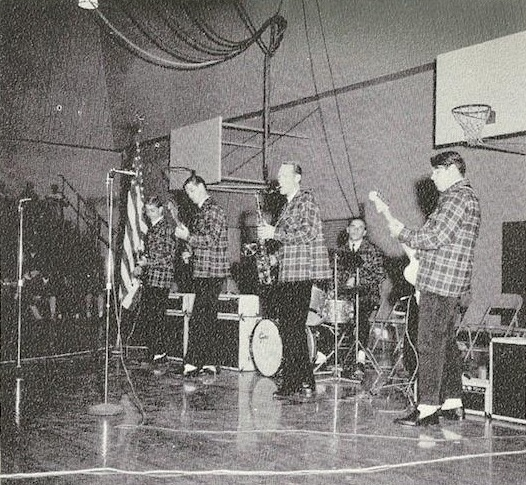
Los Beach Boys en 1963.

En Estados Unidos y Australia, el surf rock se generalizó entre 1962 y 1966, lo que provocó que muchos adolescentes de la generación del baby boom imitaran la vestimenta de grupos como The Beach Boys. Las chaquetas Pendleton eran comunes debido a su bajo costo, calidez y durabilidad. En cuanto al diseño, la chaqueta de surf se adaptaba popularmente a la indiferencia, la calidez del clima costero de California y los bolsillos utilitarios para guardar la cera para la tabla de surf y las llaves del auto VW, dos elementos esenciales para el joven surfero (Pendleton Woolen Mills).
La Pendleton Surf amplió la moda de la cultura pop de los años cincuenta, aunque nueva en su ambiente relajado e intangiblemente cool. La chaqueta de surf se separó del rock 'n' roll adolescente del tipo duro y las actitudes rockeras del cuero suavizado se convirtieron en cuadros de lana. Tras el declive del Rock n Roll surgieron Rebeldes sin causa, "Greasers" y "Beats"; Vestidos con ropa de día inapropiada para denunciar el conformismo, los jóvenes de los años sesenta, inventores de la moda surf, se expresaron de manera más nómada y hedonista en este estilo "dress down". Los estilos surferos se incorporaron a la moda cuando sus practicantes que querían ganarse la vida en carreras asociadas al surf, abrieron negocios que ampliaron la venta de productos de surf a la venta de ropa de surf. Estos empresarios surfistas hacen proliferar la moda surfera mezclando sus estilos de vida con ropa casual. Así como los clubes de autos Rock n Roll Beats y Greaser usaban chaquetas para identificarse, y como los deportes universitarios de 1950 usaban cardiganes con letras, los surfistas de los años 60 usaban chaquetas de surf para identificarse con los clubes de surf y como surfistas (traje de baño retro de los años 60). Las chaquetas usadas como identificadores del estatus del grupo continuaron en los años sesenta, pero centrándose en la música y el estilo de vida de la playa.
A medida que los surfistas se unieron al localismo, las chaquetas de surf a rayas y cuadros ganaron relevancia. Los adolescentes las usaban para proclamar clubes de surf; de qué playa eran y dónde surfeaban. Sin embargo, para un surfista, es curioso por qué una chaqueta de lana a cuadros combinada con botas UGG, y no el pantalón corto o la camisa aloha, identificaba al surfista. El tartán Pendleton, originalmente usado por madereros, cazadores y pescadores, era una prenda informal común para los hombres estadounidenses de todas las clases antes de la invasión británica. Para los jóvenes de la década de 1960, sin embargo, el Pendleton a cuadros significaba contracultura y un estilo tribal de marineros traducido del folclore galés, los rebeldes montañeses escoceses y los rudos hombres de la frontera estadounidense (Bowe).
Los años sesenta inventaron el estilo cool californiano, con un estilo relajante para escapar de las crisis de la Guerra Fría con fascinaciones polinesias, uniendo al adolescente rebelde de los años cincuenta con el estilo hippie de los sesenta. El tenso contexto político de la Guerra Fría concibió la Moda Surf como una forma de relajarse y escapar de la violencia establecida. California, cuna del surf estadounidense, también produjo gran parte de los experimentos tecnológicos utilizados en la carrera espacial nuclear. Los diseñadores de Caltech en Pasadena diseñaban armas nucleares para trabajos diurnos y navegaban por la noche. El diseño moderno de la tabla de surf se originó en el desarrollo de productos del complejo militar-industrial, donde Hugh Bradner del Proyecto Manhattan también diseñó el moderno traje de neopreno (Inside the Curl).
Los ingenieros californianos de la Guerra Fría también practicaban surf e igualmente diseñaban esa moda. Así como el nombre Bikini proviene de un sitio de pruebas nucleares, la moda surfera en esta época hace referencia constante al contexto de la Guerra Fría. El surf se convirtió en una identidad de moda atractiva en esta época porque perpetúa la adolescencia y la búsqueda del placer en tiempos de ansiedad y paranoia. En una cultura impulsada por los adolescentes, que pretendía ignorar los conflictos del establishment, los surfistas reflexionaron sobre Hawái y su cultura tiki asociada como un lugar de escape con paraísos tropicales como la antítesis de la sociedad moderna. Esto sustentó los patrones de flora y fauna hawaianos y dio origen a su atractivo. The Sixties Surfer no fue el primero en escapar de la violencia o revolucionar la búsqueda de la felicidad a través de la fascinación polinesia. Los relatos de Thomas Jefferson teorizan que su exposición a la imagen del surfista en los diarios de viajes del Pacífico Sur influyó en su imaginada Búsqueda de la felicidad (Martin D. Henry). De manera similar, la imagen del surfista hawaiano y su traducción al californiano responden a la violencia de la década e inspiraron aún más la moda hippie revolucionaria y no violenta.
Además, a medida que los estilos de vida inspirados en la costa californiana influyeron en la moda, muchos hombres improvisaron sus propios jeans descoloridos usando cloro de las piscinas del patio trasero. Las zapatillas de deporte como las Converse All Stars hicieron la transición de la ropa deportiva a la ropa urbana, y los chicos de California y Hawái comenzaron a dejarse crecer el cabello.

#### Influencias mod y de la invasión británica

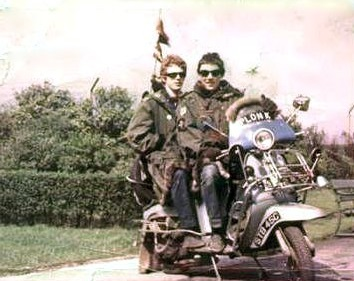
Los Mods fueron un fenómeno de la moda británica a mediados de la década de 1960 con sus parkas, trajes italianos a medida y scooters.

Los líderes del estilo de mediados de los años 1960 fueron los británicos. Los Mods (abreviatura de Modernistas) adoptaron nuevas modas que serían imitadas por muchos jóvenes. Los Mods formaron su propia forma de vida creando programas de televisión y revistas que se centraban directamente en los estilos de vida de los Mods. Bandas de rock británicas como The Who, The Small Faces, The Beatles y The Kinks surgieron de la subcultura Mod. No fue hasta 1964, cuando los modernistas fueron verdaderamente reconocidos por el público, que las mujeres fueron realmente aceptadas en el grupo. Las mujeres tenían cortes de pelo cortos y limpios y, a menudo, vestían con estilos similares a los Mods masculinos.
El estilo de vida y los gustos musicales de los Mods eran exactamente lo opuesto a los de su grupo rival, conocido como los Rockers. A los rockeros les gustaba el rock and roll de los años 50, vestían chaquetas de cuero negras, peinados con copete engrasado y andaban en motocicletas. El aspecto de los Mods era elegante. Imitaron la ropa y los peinados de los diseñadores de alta costura de Francia e Italia, optando por trajes a medida rematados por parkas. Iban en scooters, normalmente Vespas o Lambrettas. La moda mod a menudo se describía como el look City Gent. Los jóvenes incorporaron blazers náuticos a rayas y estampados atrevidos a su guardarropa.  Las camisas eran entalladas, con el necesario cuello abotonado acompañado de pantalones ajustados. Los Levi's eran el único tipo de jeans que usaban los modernistas.
En la URSS, entre mediados y finales de la década de 1960, los mods y los hippies eran apodados Hairies por su pelo de trapeador. Al igual que con los Stilyagi anteriores en la década de 1950, los jóvenes rusos que vestían de esta manera fueron ridiculizados en los medios de comunicación y, en ocasiones, obligados a cortarse el pelo en las comisarías.

### Finales de la década de 1960 (1966-1969)

#### Influencias populares y contraculturales

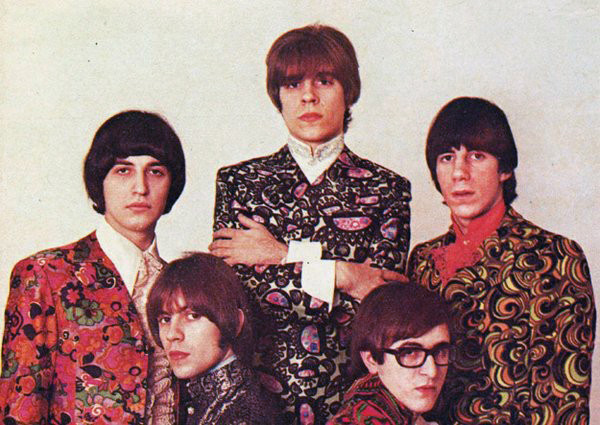
La banda de rock argentina Los Gatos en 1968, con estampados psicodélicos y peinados de inspiración británica.

Desde finales de la década de 1960 hasta principios de la de 1970 se produjo el surgimiento de la contracultura hippie y la escena freak en Gran Bretaña, Australia, Nueva Zelanda y Estados Unidos. Los jóvenes de clase media de ambos sexos preferían un look unisex con cabello largo, tie-dye y motivos flower power, gorras de Bob Dylan, kurtas, chalecos de cáñamo, chaquetas bajas, pantalones acampanados, chalecos de piel de oveja, camisas y ponchos occidentales inspirados en westerns ácidos, sandalias, sombreros de excavación y parches con flores o símbolos de la paz. Jimi Hendrix popularizó el uso de viejos uniformes militares como declaración de que la guerra era obsoleta. Los primeros hippies, a los que la generación mayor se refería burlonamente como monstruos, también utilizaban elementos de juegos de rol como cintas para la cabeza, capas, levitas, caftanes, pantalones de pana, botas de vaquero y ropa vintage de tiendas benéficas, lo que sugiere una era histórica romántica, una época lejana. región, o una reunión de personajes de una novela de fantasía o ciencia ficción.

#### Revolución del pavo real

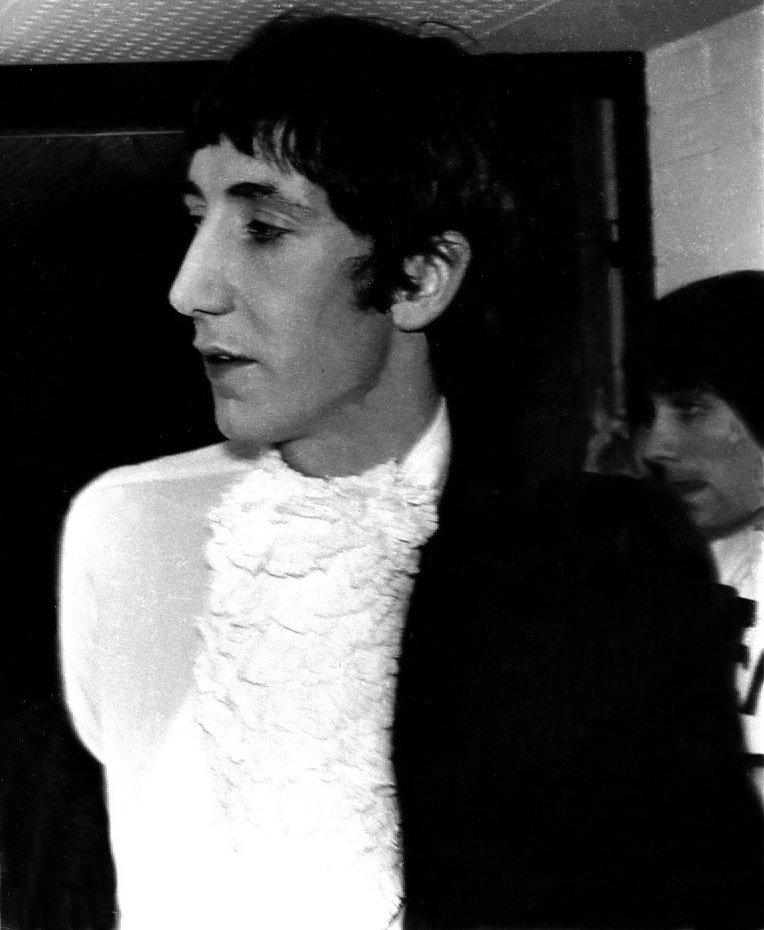
Pete Townshend de The Who con encaje cosido en su ropa, 1967.

En 1968, la moda mod de la era espacial había sido reemplazada gradualmente por estilos de influencia victoriana, eduardiana y de la Belle Époque, con hombres que vestían trajes cruzados de terciopelo aplastado o patrones de rayas, chalecos de brocado y camisas con cuellos con volantes. Su cabello se lleva debajo de la clavícula. El guitarrista de los Rolling Stones, Brian Jones, personificó este aspecto "dandificado". Debido a la naturaleza colorida de la ropa masculina, el período se describió como la Revolución del Pavo Real, y los creadores de tendencias masculinos en Gran Bretaña y Estados Unidos fueron llamados "Dandies", "Dudes" o "Peacocks". Desde finales de los años 1960 hasta mediados de los años 1970, Carnaby Street y Kings Road de Chelsea fueron desfiles de moda virtuales, a medida que la moda masculina dominante adquiría influencias psicodélicas. Los trajes de negocios fueron reemplazados por creaciones bohemias de Carnaby Street que incluían trajes cruzados de pana, terciopelo o brocado, camisas con volantes, corbatas, corbatas anchas y tirantes para pantalones, botas de cuero e incluso chaquetas Nehru sin cuello. Las corbatas delgadas de principios de la década de 1960 fueron reemplazadas por corbatas Kipper de más de cinco pulgadas de ancho y con estampados, rayas y patrones extravagantes.

## Peinados de los años 60

### Peinados de mujer

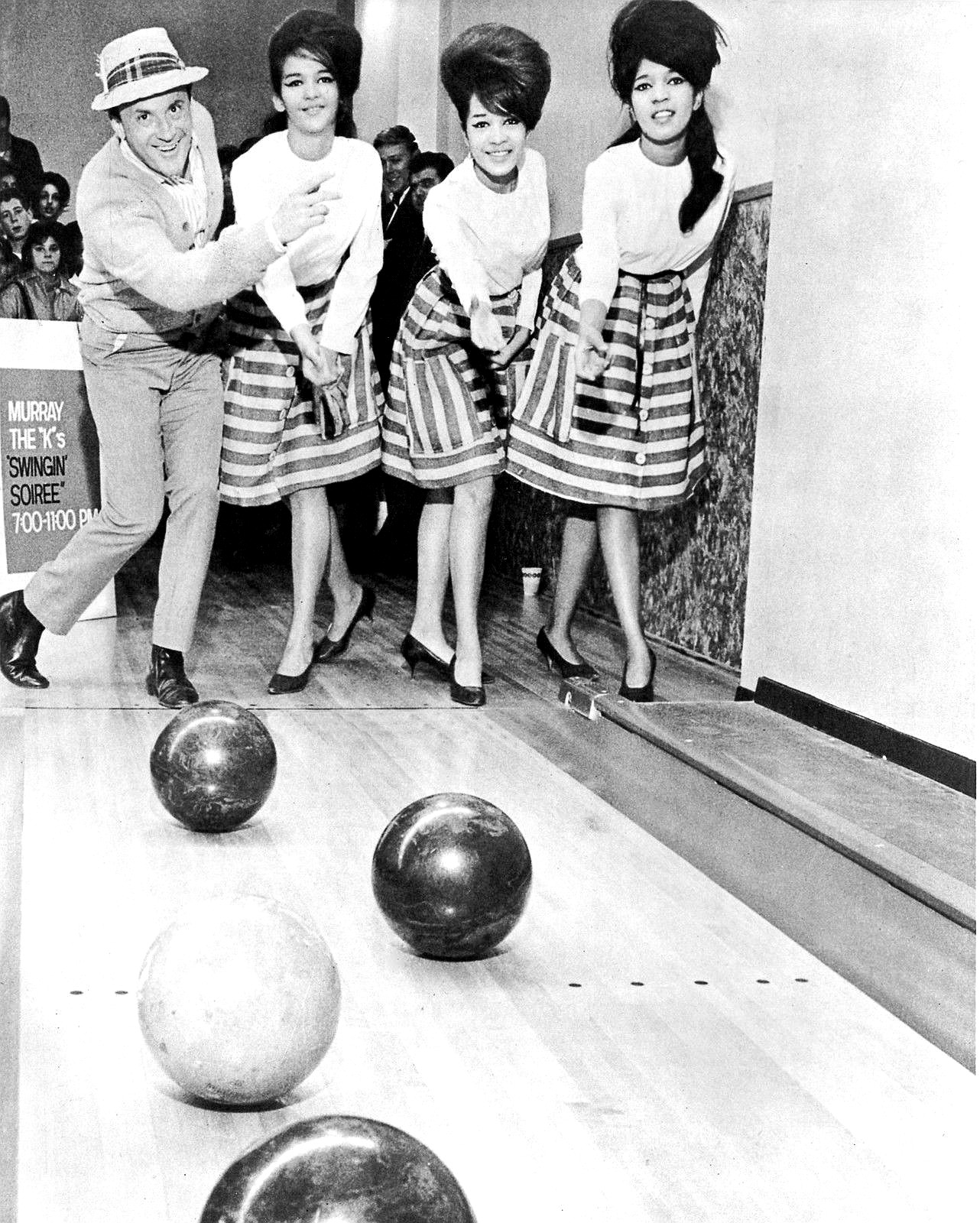
Las Ronettes con sus característicos peinados en forma de colmena.

Los estilos de cabello de las mujeres iban desde peinados de colmena a principios de la década hasta los estilos muy cortos popularizados por Twiggy y Mia Farrow sólo cinco años después y un estilo lacio muy largo popularizado por los hippies a fines de la década de 1960. Entre estos extremos, también eran populares el corte de contorno hasta la barbilla y el paje. El sombrero pastillero estaba de moda, debido casi en su totalidad a la influencia de Jacqueline Kennedy, quien marcó estilo durante toda la década. Su peinado abullonado, descrito como una "exageración adulta del cabello de las niñas", fue creado por Kenneth.
A mediados y finales de la década de 1960, los peinados de las mujeres se hicieron muy grandes y utilizaban una gran cantidad de laca para el cabello, como la que usa en la vida real Ronnie Spector y la parodia en el musical Hairspray. Las pelucas se pusieron de moda y, a menudo, se usaban para agregar estilo y altura. El cambio más importante en los peinados de esta época fue que hombres y mujeres llevaban estilos andróginos que se parecían entre sí. En el Reino Unido, la nueva moda entre las mujeres mod era cortarse el pelo corto y pegado a la cabeza. Mientras tanto, las chicas hippies preferían el cabello natural, largo y liso, que se sujetaba con un pañuelo.

### Peinados de hombres

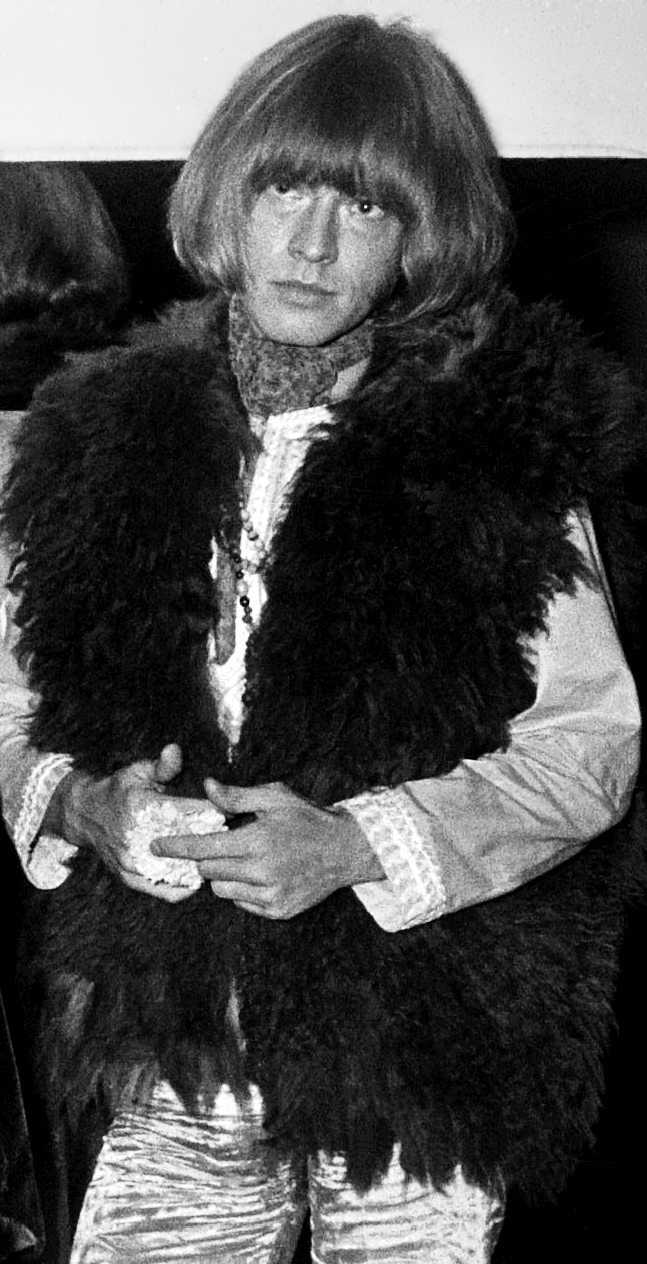
Brian Jones de los Rolling Stones con el típico corte de pelo mod, 1967

Para los hombres profesionales nacidos antes de 1940, la raya corta en la espalda y los costados era la norma en el Reino Unido, Europa y Estados Unidos desde principios de los años 60 hasta finales de la década. Los hombres negros generalmente se llevaban el pelo corto o usaban estilos como el conk, alisado artificialmente con productos químicos. Los hombres blancos de cuello azul, especialmente los exmilitares, a menudo usaban cortes de pelo y blusas planas. Desde principios hasta mediados de los años 60, los adolescentes rebeldes irlandeses-estadounidenses, italo-estadounidenses e hispanos influenciados por la subcultura engrasadora a menudo usaban colas de pato, copetes y tupés.
Debido a la influencia de bandas mod como los Beatles o los Rolling Stones, los peinados con mopa eran más populares entre los hombres blancos e hispanos a mediados de los años 60. El corte de pelo mod comenzó como una versión corta alrededor de 1963 a 1964, se convirtió en un estilo más largo usado durante 1965-66 y, finalmente, evolucionó hasta convertirse en una versión hippie descuidada usada durante el período 1967-1969 y principios de la década de 1970. El vello facial, que evolucionó en sus extremidades desde simplemente tener patillas más largas hasta bigotes y perillas, hasta barbas adultas, se volvió popular entre los hombres jóvenes a partir de 1966.
La forma de cubrirse la cabeza cambió drásticamente hacia el final de la década a medida que los sombreros de hombre pasaron de moda y fueron reemplazados por el pañuelo, el sombrero de excavadora, el Stetson o la gorra de Bob Dylan, en todo caso. A medida que los hombres se dejaron crecer el cabello, el afro se convirtió en el peinado preferido de los afroamericanos. Este afro no era solo una declaración de moda sino también un emblema del orgullo racial. Comenzaron a creer que al permitir que su cabello creciera en su estado natural sin tratamientos químicos, aceptarían sus identidades raciales.

## Galería de imágenes
Una selección de imágenes que representan las tendencias de la moda de los años 60:

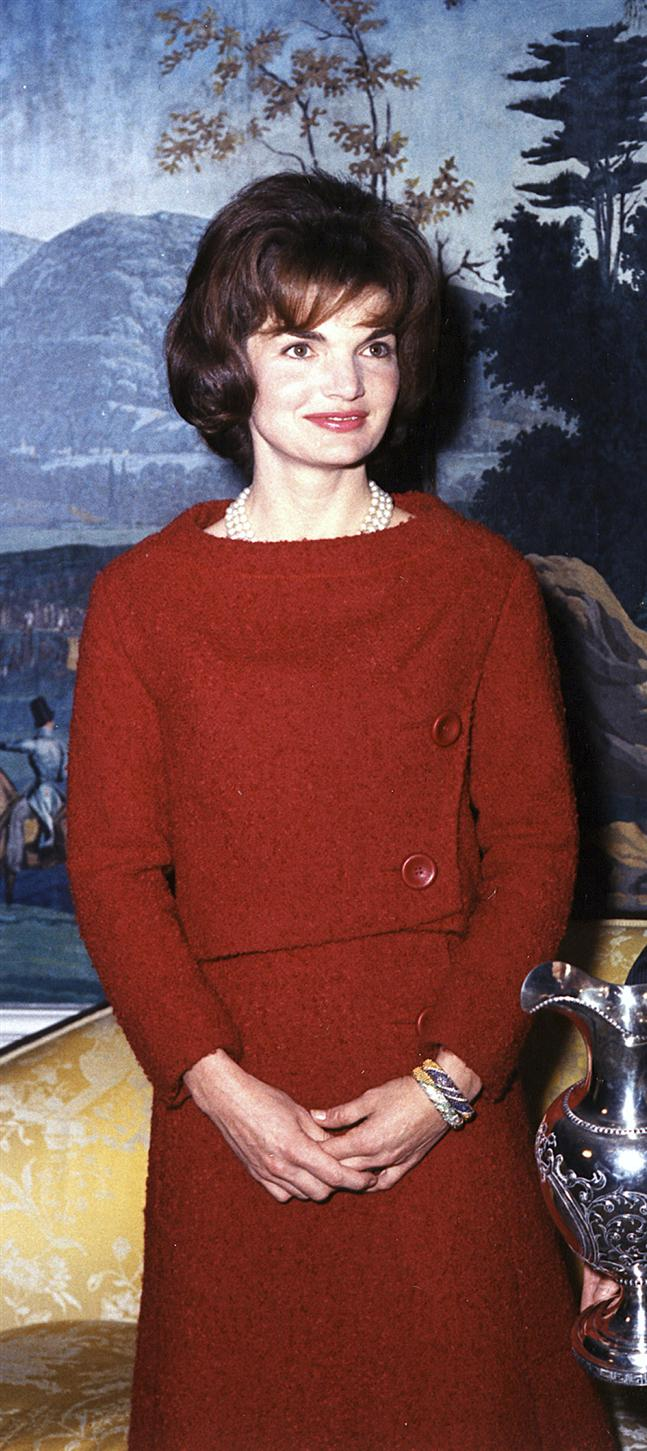
La primera dama Jaqueline Kennedy con un vestido de lana rojo con chaqueta a juego. Fue un ícono de la moda a principios de los años 60.
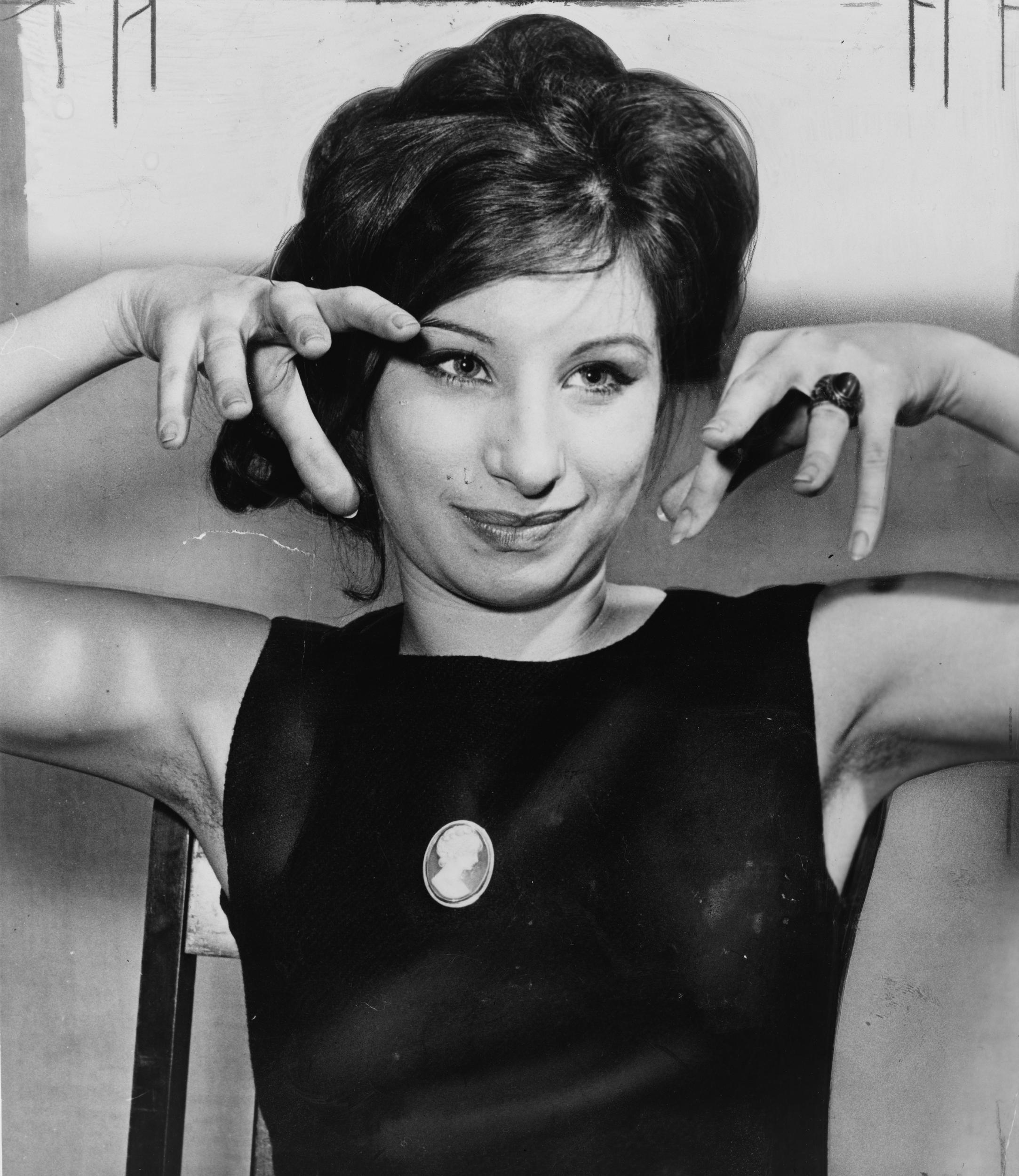
La cantante y actriz. Barbra Streisand en 1962 luciendo un top con cuello redondo. Su cabello está recogido en la coronilla.
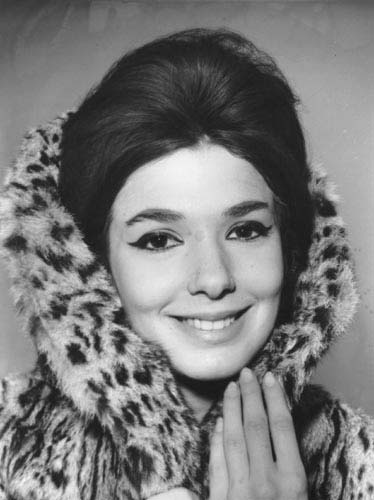
Graciela Borges, ícono de la moda argentina de los años 1960, luciendo un abrigo de piel, cabello abullonado y delineador de ojos alado.
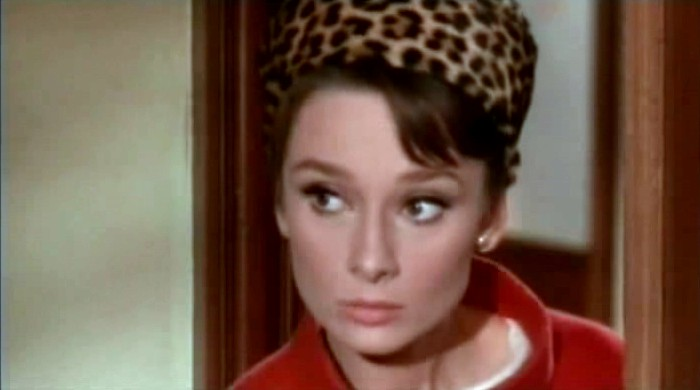
Audrey Hepburn en una escena del thriller cómico Farsa vestida por Givenchy 1963.
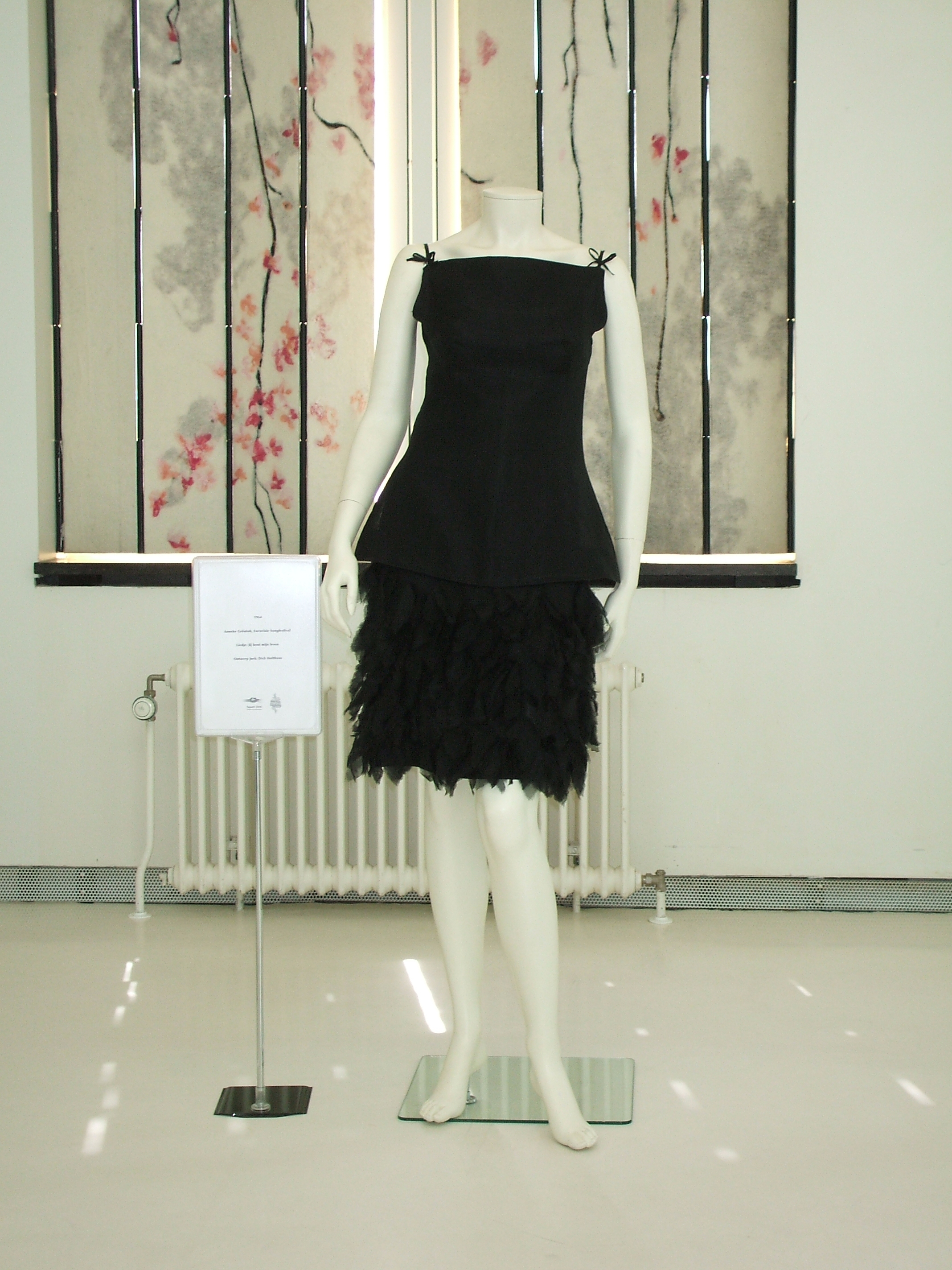
Vestido usado por Anneke Grönloh para el Festival de Eurovisión de 1964.
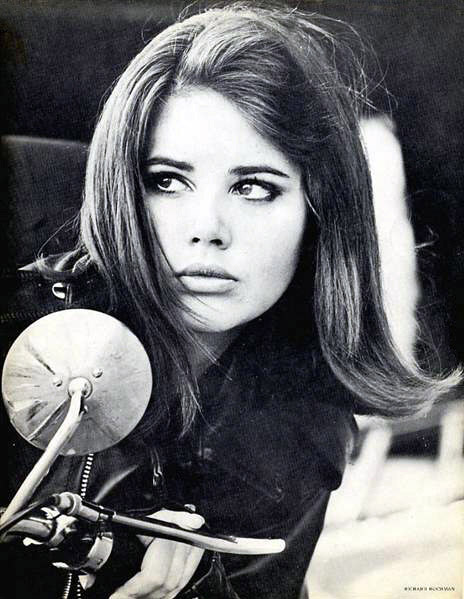
Carolina Corby, supermodelo adolescente de mediados de los años 1960.
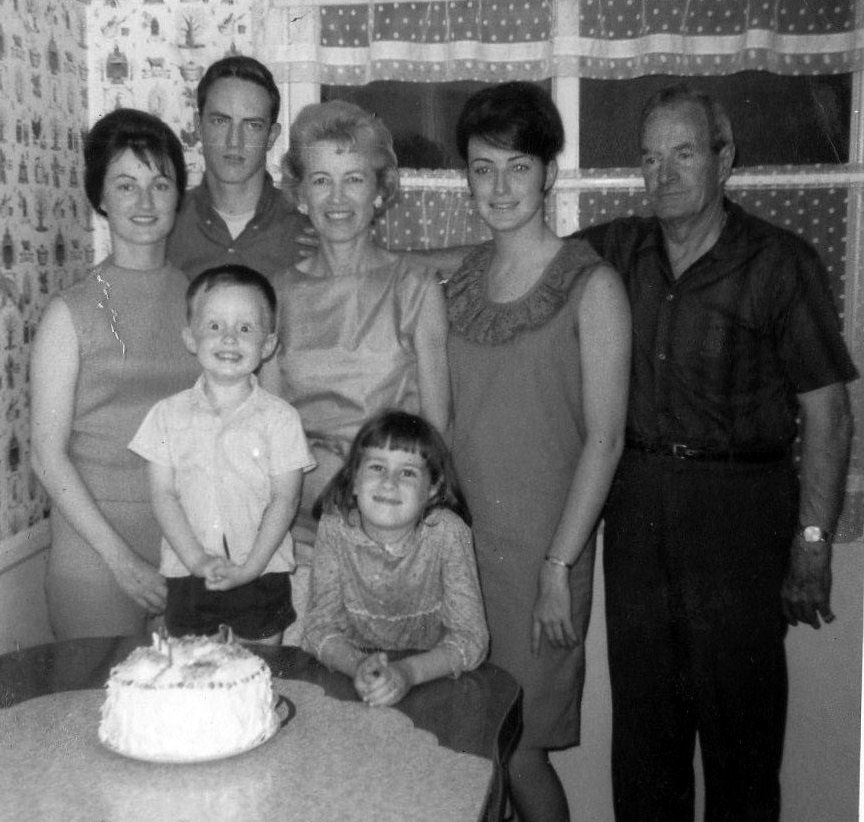
En 1965, los vestidos rectos sin mangas eran populares entre las mujeres.
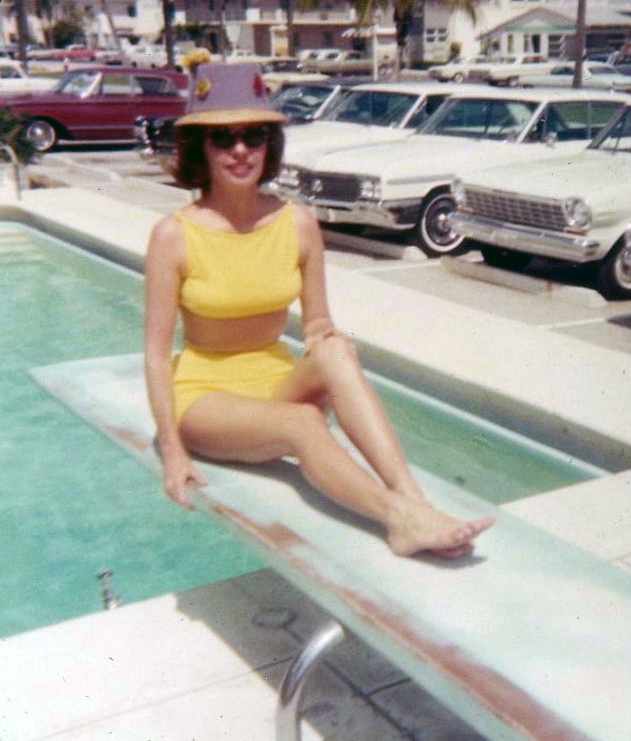
Mujer joven en Florida, 1965.
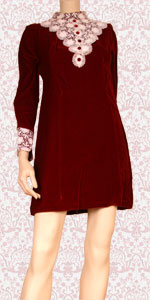
Un minivestido de terciopelo de 1965.
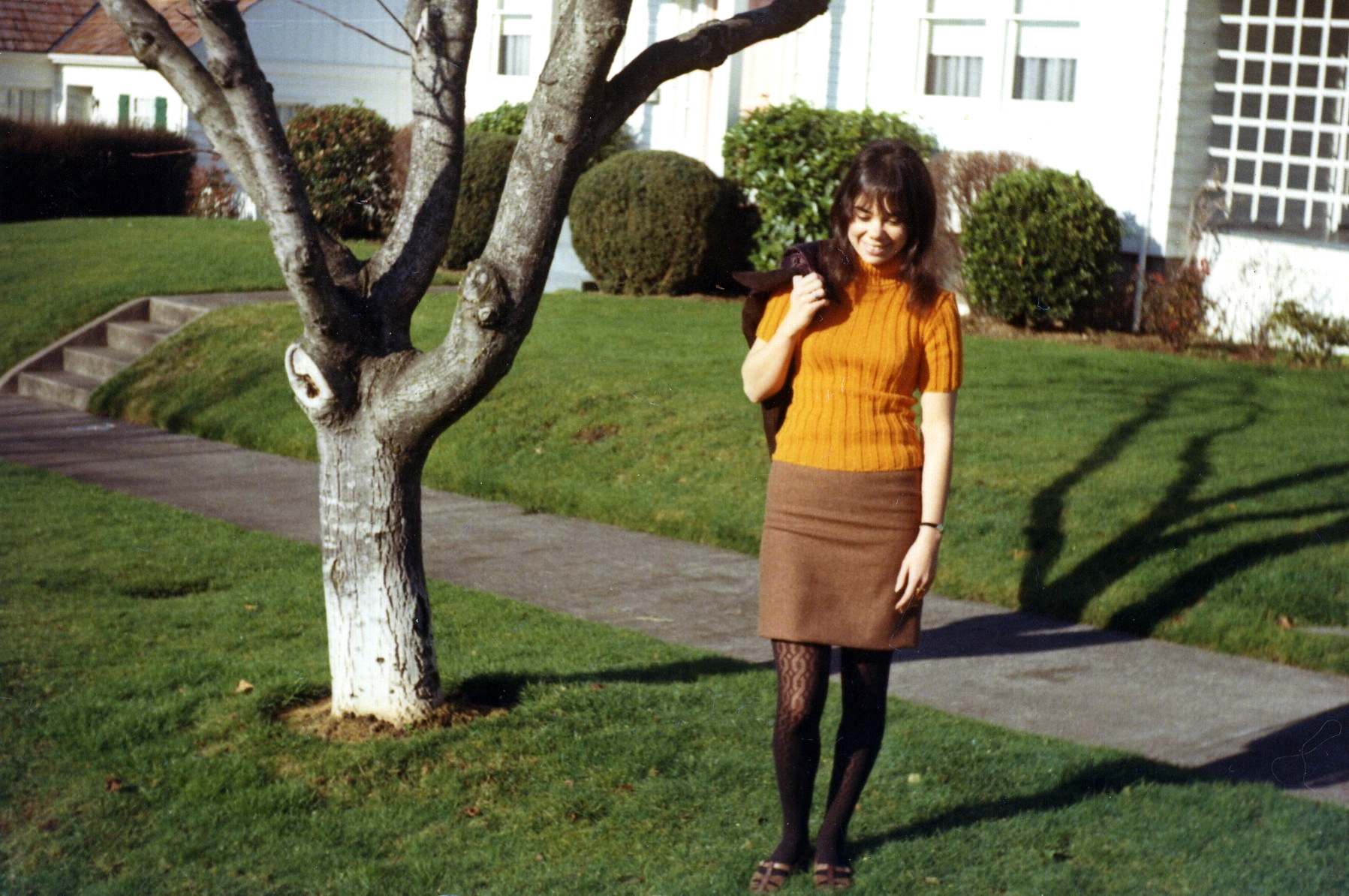
Chica americana con minifalda y medios estampadas, 1966.
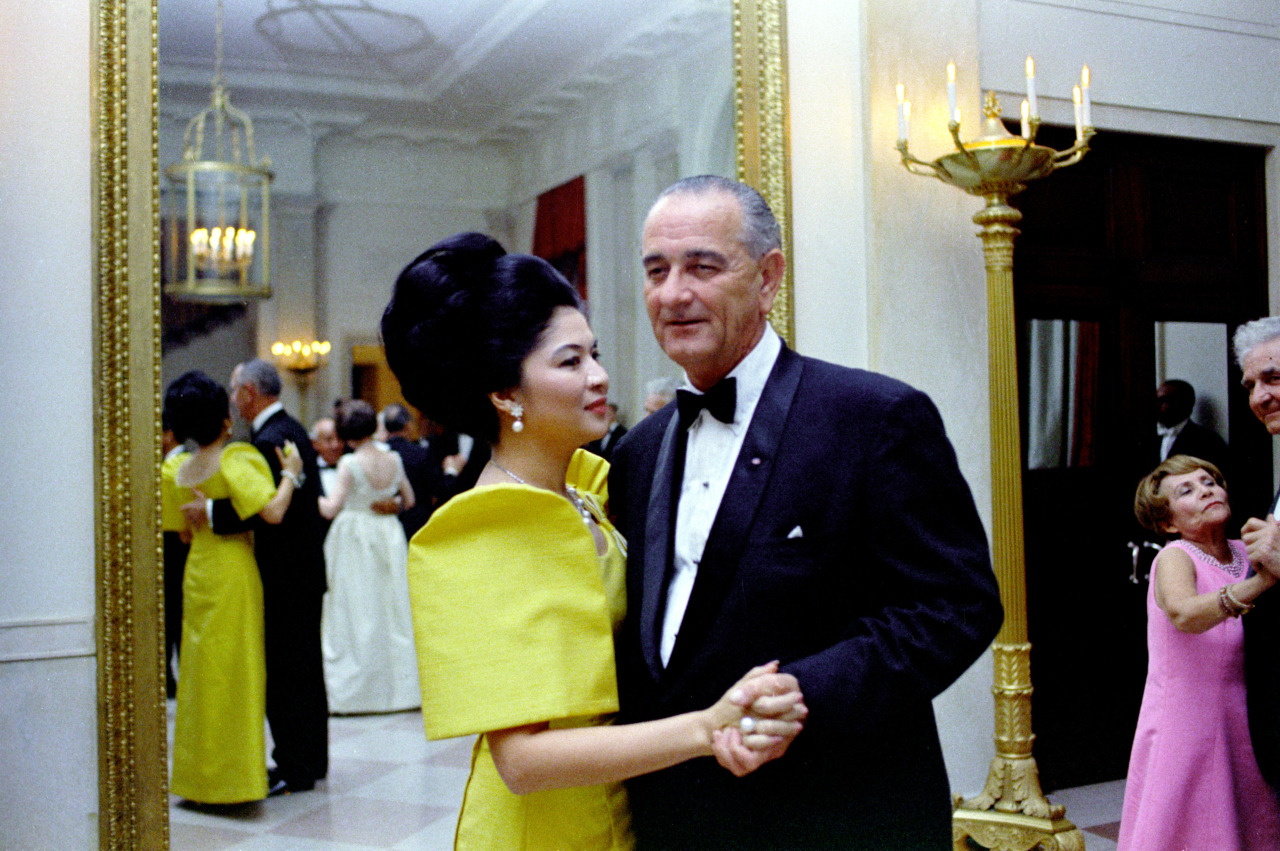
La primera dama filipina, Imelda Marcos con el presidente estadounidense Lyndon B. Johnson mientras luce su icónico peinado de colmena, 1966.
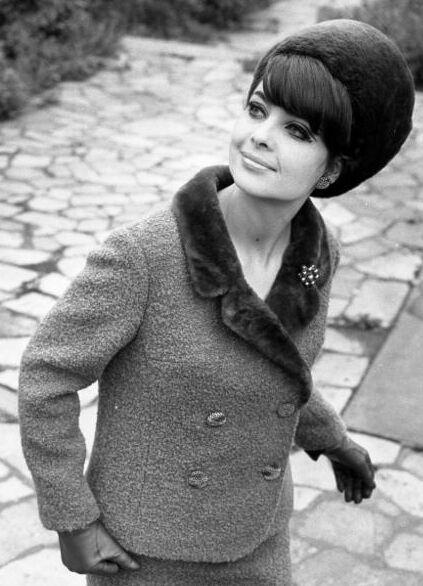
Modelo de Leipzig,RDA, con traje de lana adornado con piel y sombrero de piel a juego, 1966.
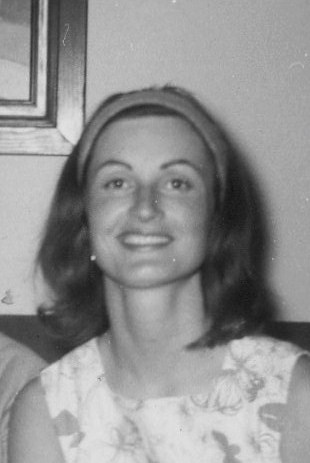
Mujer joven lleva el pelo recogido en una diadema con puntas volteadas, 1967.
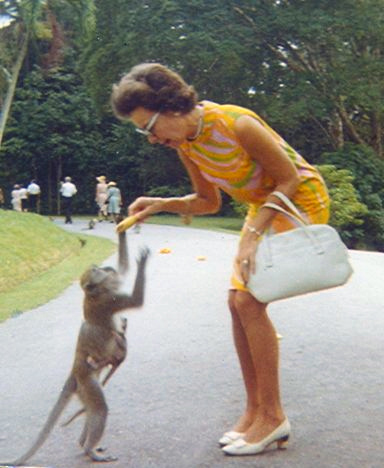
Mujer en un zoológicode Singapur, 1967. Nótese su vestido estampado estilo Pucci.
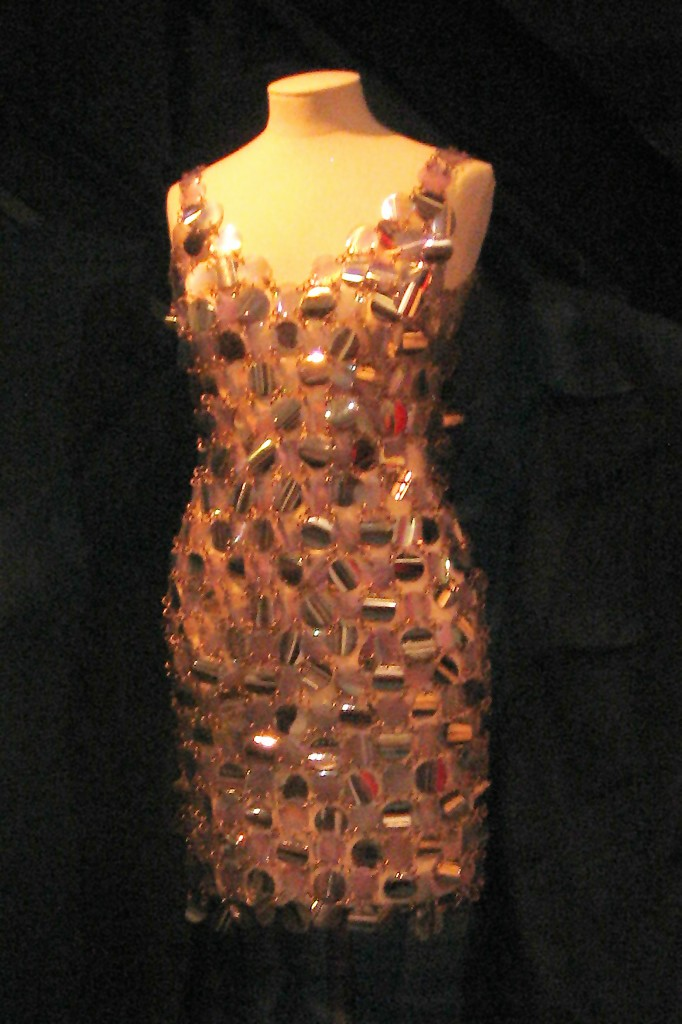
Vestido de Paco Rabanne, 1967
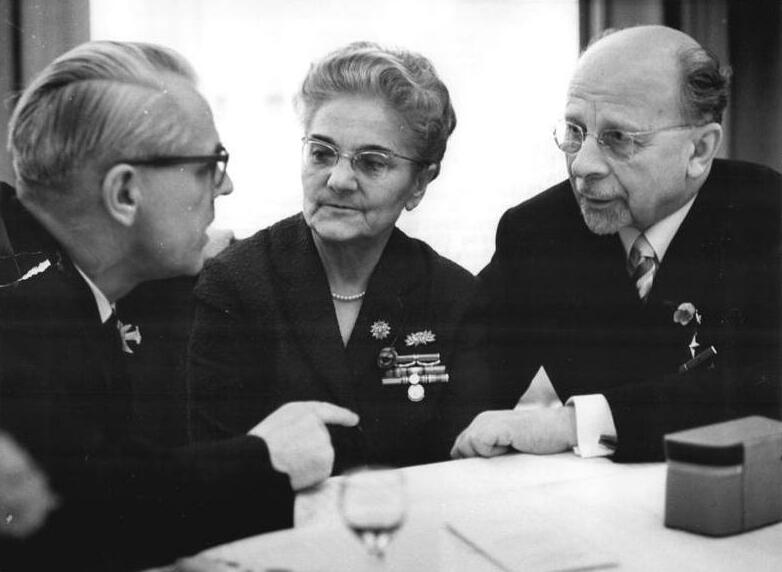
Políticos de Alemania del Este con gafas con montura de cuerno, gafas de ojo de gato y gafas con montura de alambre, finales de los años 1960.
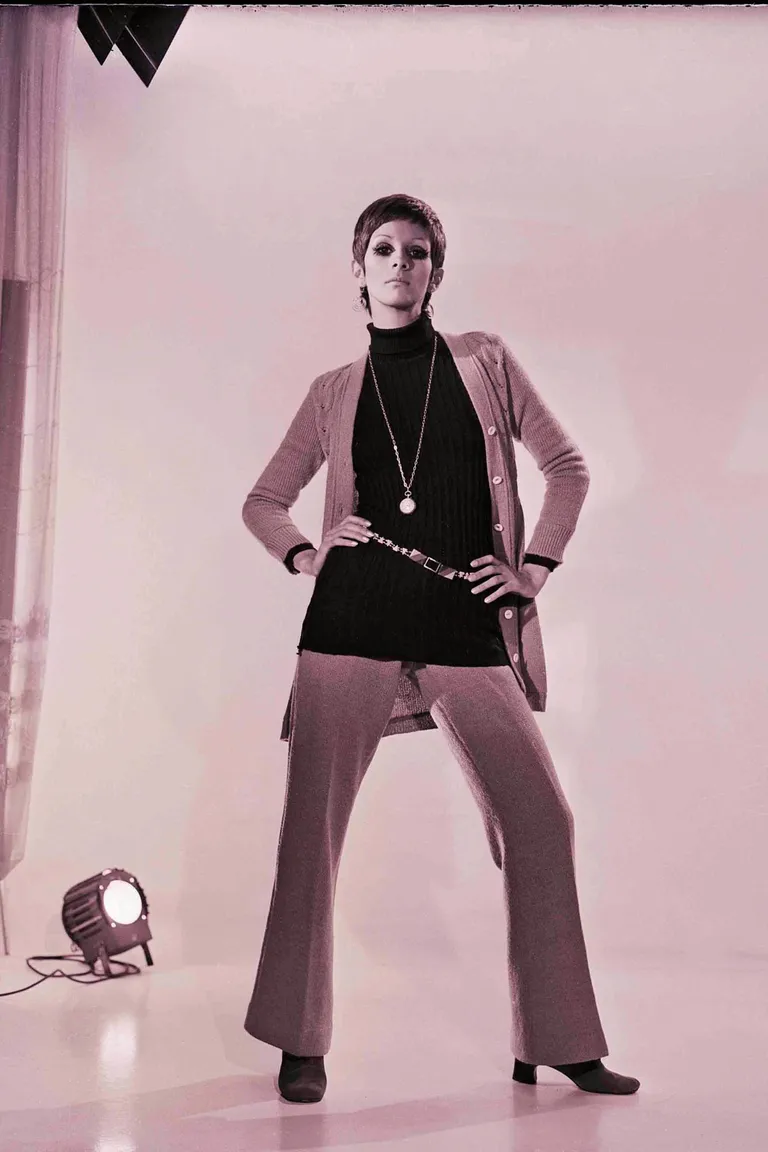
La actriz argentina Nacha Guevara c. 1968.
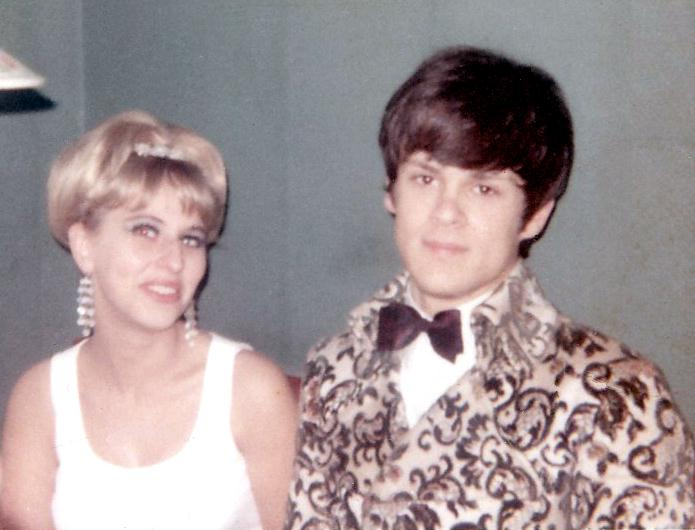
Lars Jacobo (derecha) con un abrigo de Señor Juan, la popular moda masculina "dandi"de 1968.
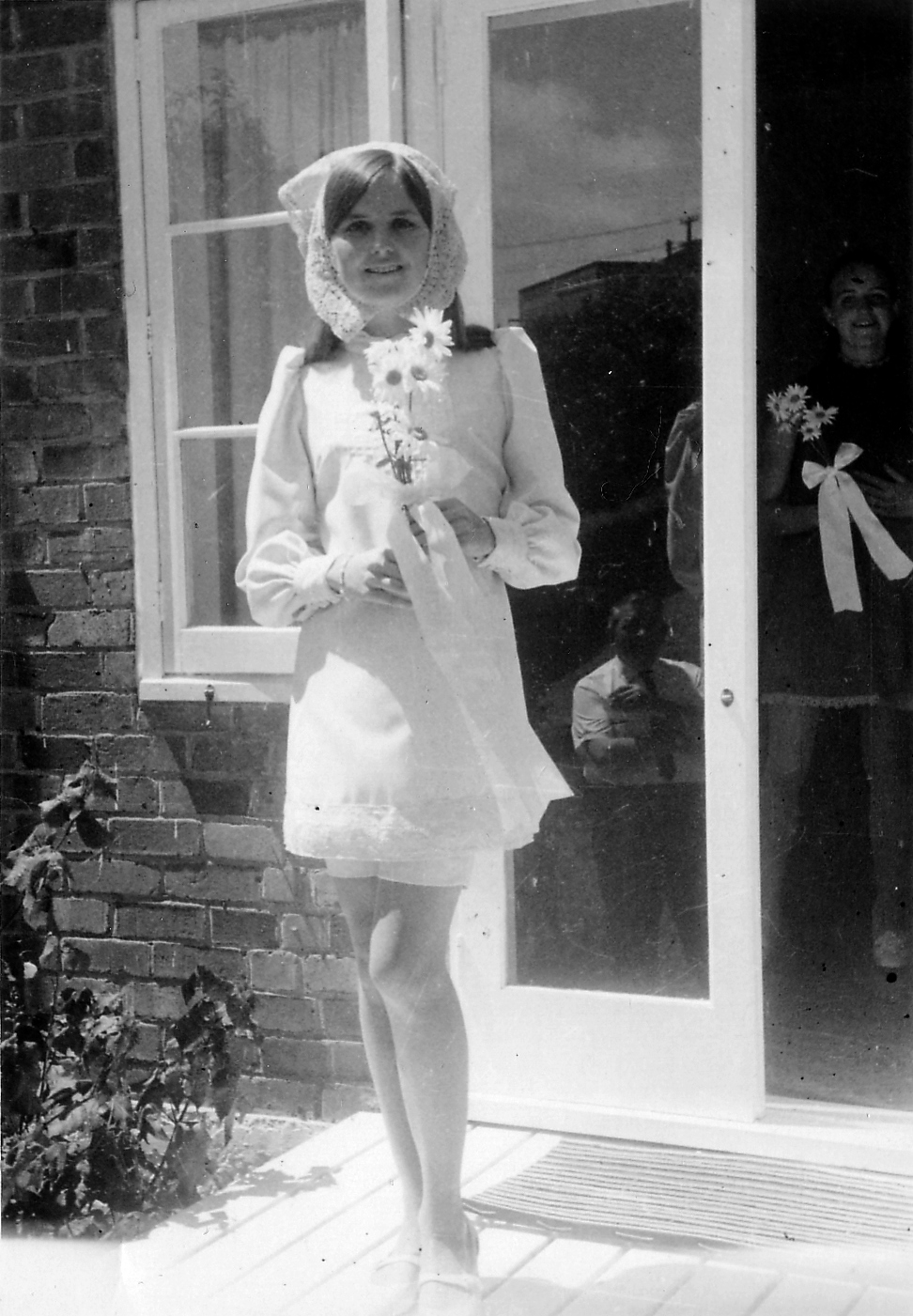
A finales de la década de 1960, las novias solían llevar minivestidos de novia blancos.
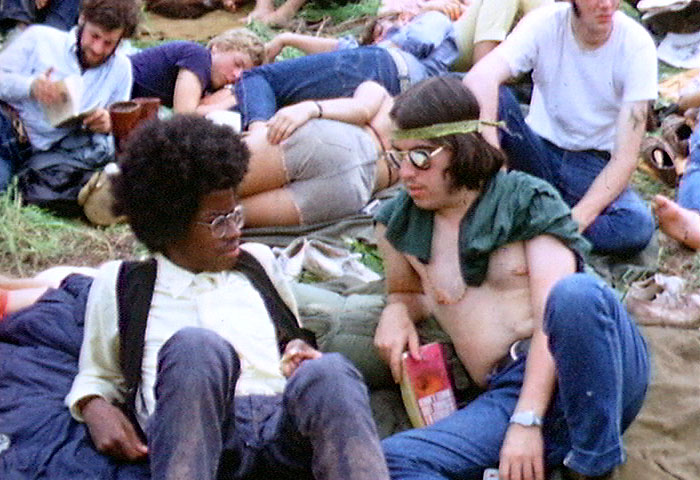
Dos hombres en el Festival de Woodstock, 1969.
Boy with a mop top hair cut, 1969.Niño con el pelo cortado a la altura de la fregona, 1969.
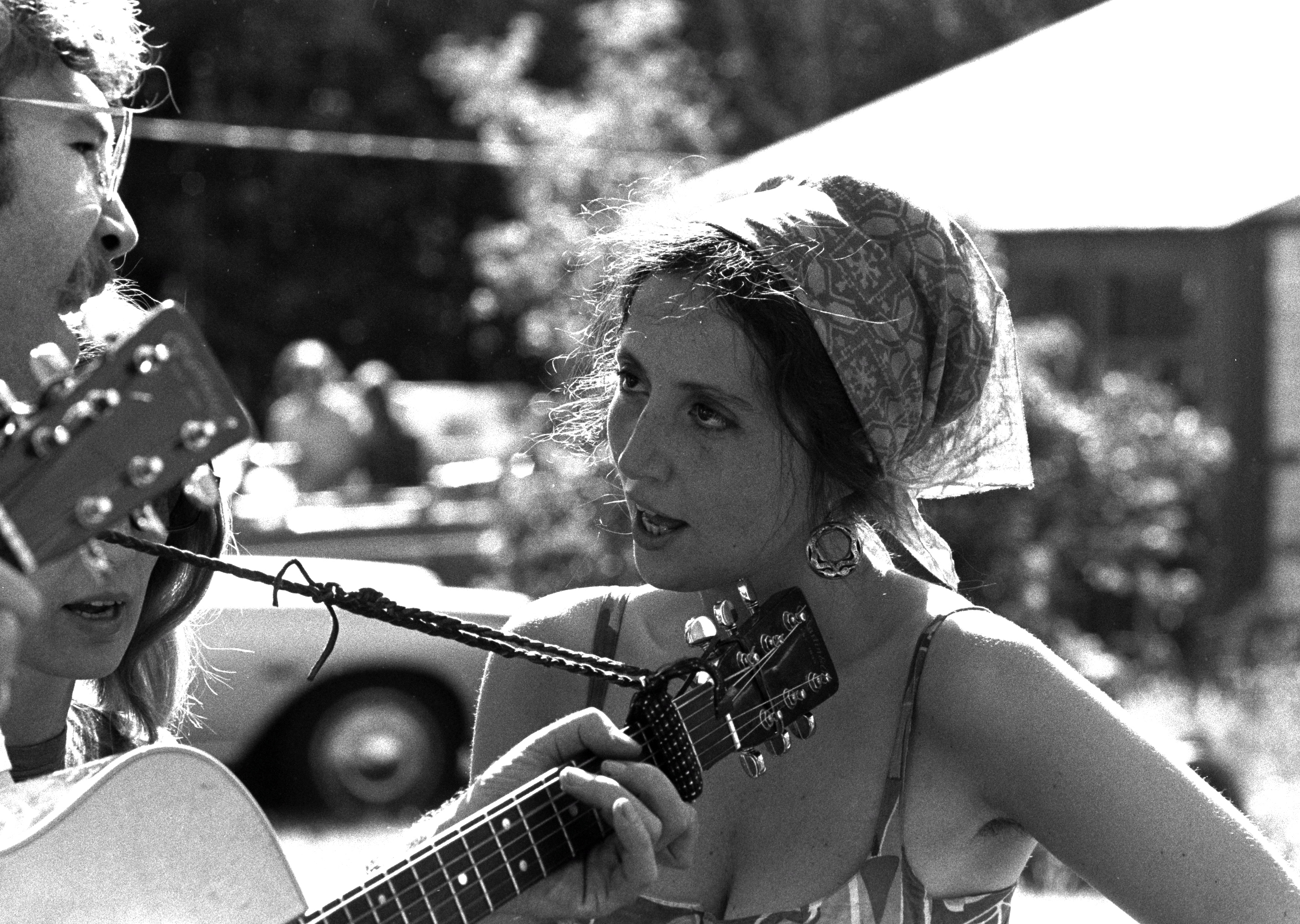
La cantante María Muldaur en 1968, luciendo un pañuelo estilo gitano y aros.